# 1949
1949 (MCMXLIX) byl rok, který dle gregoriánského kalendáře započal sobotou.

## Události

### Československo
- 1. ledna
  - Zavedeno nové krajské uspořádání, které již nerespektovalo staré zemské hranice.
  - Moravské město Zlín je na základě údajné žádosti svých 61 tisíc obyvatel přejmenováno na Gottwaldov, podle prvního komunistického prezidenta Klementa Gottwalda.
- 25. února – Založena Rada svobodného Československa ve Washingtonu D.C.
- 23.–24. dubna – slučovací sjezd mládežnických organizací, vzniká Svaz československé mládeže, vzniká Pionýr.+
- 17. května – odhalení, Prokešova puče, pokusu o vojenský puč v ČSR.
- 24. května – poprava dvou studentů právnické fakulty UK v Praze z politických důvodů – Boris Kovaříček (nar. 25. 5. 1927) a Karel Bacílek, ml. (nar. 25. 3. 1920).
- 25.–29. květen – IX. sjezd KSČ.
- 20. června – katolická církev exkomunikovala participanty tzv. katolické akce (kolaboranty s totalitním režimem)
- 21. června – Generál Heliodor Píka oběšen v plzeňské věznici Bory (první justiční vražda v totalitním Československu).
- 1. července – katolická církev exkomunikovala příslušníky a podporovatele komunistických stran
- 24. července – masakr skautů v Jizerských horách známý jako Akce Jizerka.
- 14. října – František Tomášek vysvěcen v Olomouci na biskupa arcibiskupem Josefem Matochou
- 5. listopadu – Ve věznici Pankrác oběšeno šest nestraníků (Vratislav Polesný, Vratislav Janda, Josef Charvát, Emanuel Čančík, Květoslav Prokeš a Jaroslav Borkovec) v souvislosti s přípravou údajného květnového protikomunistického povstání 1949 (další justiční vražda v totalitním komunistickém Československu, první masová).
- Na podkladě zákona o kolektivizaci vznikají JZD.

### Svět
- leden – Na ostrově Iwodžima se vzdali poslední dva japonští vojáci – kulometčíci Macudo Linsoki a Jamakage Kufuku.
- 5. ledna – Založena Rada vzájemné hospodářské pomoci.
- 4. dubna – Založena Severoatlantická aliance – NATO.
- 26.–30. dubna – 1. zasedání RVHP v Moskvě.
- 5. května – Založena Rada Evropy.
- 23. května – Na části německého území okupované americkou, britskou a francouzskou armádou (Trizonie) vznikla Spolková republika Německo.
- 29. srpna – Sovětský svaz na Semipalatinském jaderném polygonu odpálil svou první atomovou bombu RDS-1.
- 15. září – Konrad Adenauer byl zvolen německým kancléřem.
- 1. října – Mao Ce-tung vyhlásil Čínskou lidovou republiku a stal se jejím předsedou. Čínská občanská válka tak skočila vítězstvím komunistů, poražení nacionalisté pod vedením Čankajška se odešli na Tchaj-wan, spolu s nimi na 2 milióny uprchlíků. Tchaj-pej se stala dočasným hlavním městem Čínské republiky. Tzv. Čínská republika na Tchaj-wanu se nikdy nevzdala formálního nároku na vládu nad pevninskou Čínou.
- 7. října – Na části německého území okupované sovětskou armádou vzniká Německá demokratická republika.
- 16. října – V Řecku po pěti letech skončila občanská válka.

## Vědy a umění
- 4. dubna – I. sjezd československých spisovatelů.
- 8. června – Publikován román 1984 anglického spisovatele George Orwella.
- 20. listopadu – Klavírní koncert č.3 Bohuslav Martinů má premiéru v Dallasu. Sólový part koncertu hraje český klavírní virtuóz Rudolf Firkušný
- 2. prosince – Koncert pro violu a orchestr (poslední a nedokončené dílo Bély Bartóka) mělo premiéru v Minneapolis
- Byl objeven chemický prvek berkelium.

## Sport
- československý šachista Ľudovít Lačný představil první šachovou úlohu s tak zvaným Lačného tématem.
- červen – Emil Zátopek překonal poprvé světový rekord, v běhu na 10 000 m

## Nobelova cena
- Nobelova cena za literaturu – William Faulkner USA
- Nobelova cena za fyziologii a lékařství – Walter Rudolf Hess, António Egas Moniz za objev funkce mezimozku – koordinace činnosti vnitřních orgánů
- Nobelova cena za fyziku – Hideki Jukawa za předpověď existence mezonů na základě teoretického výzkumu jaderných sil
- Nobelova cena za chemii – William Giauque za příspěvky na poli chemické termodynamiky
- Nobelova cena za mír – John Boyd Orr Velká Británie

## Narození

### Česko

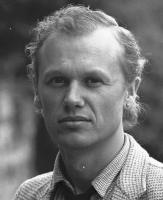
Jiří Korn (* 17. května)

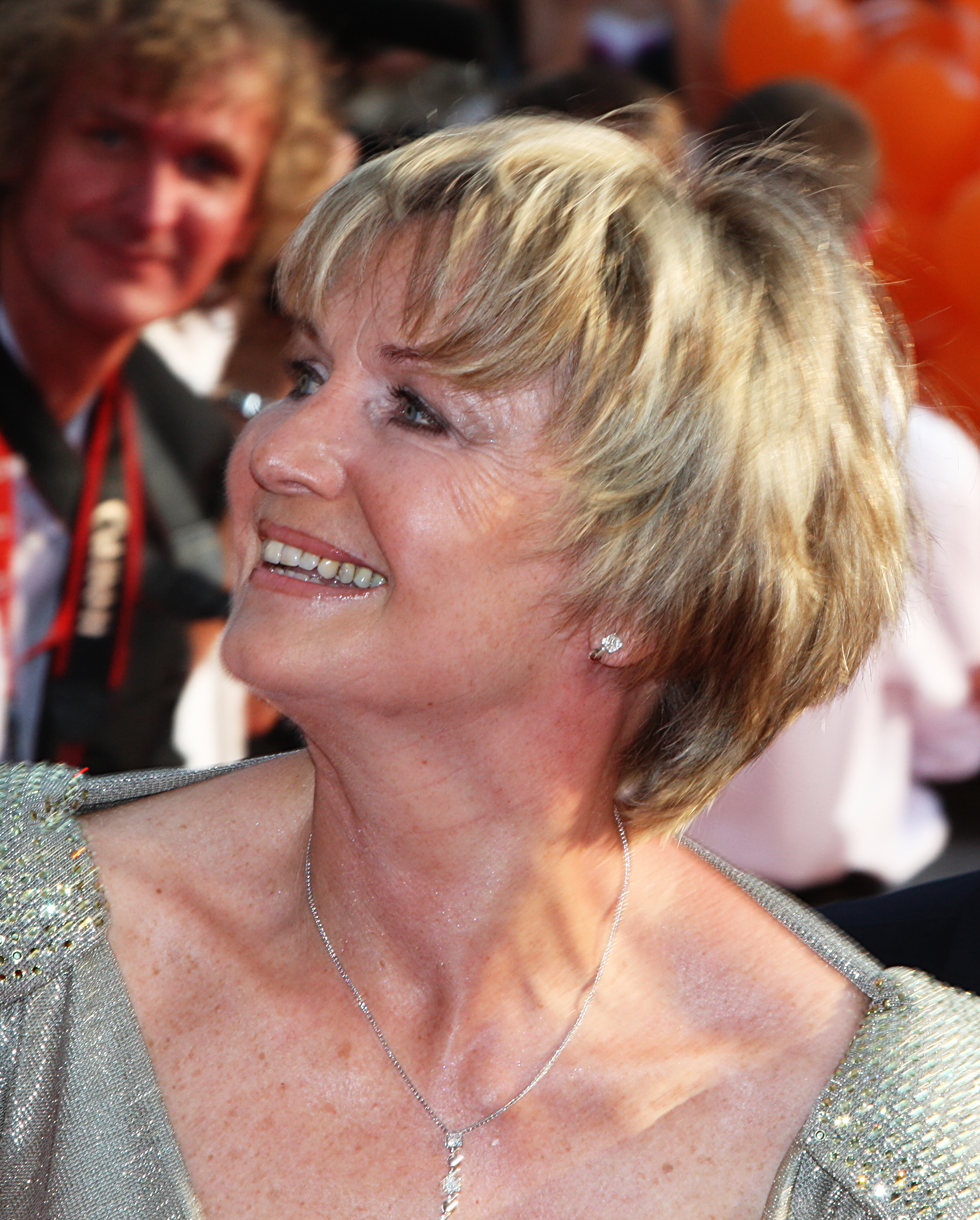
Eliška Balzerová (* 25. května)

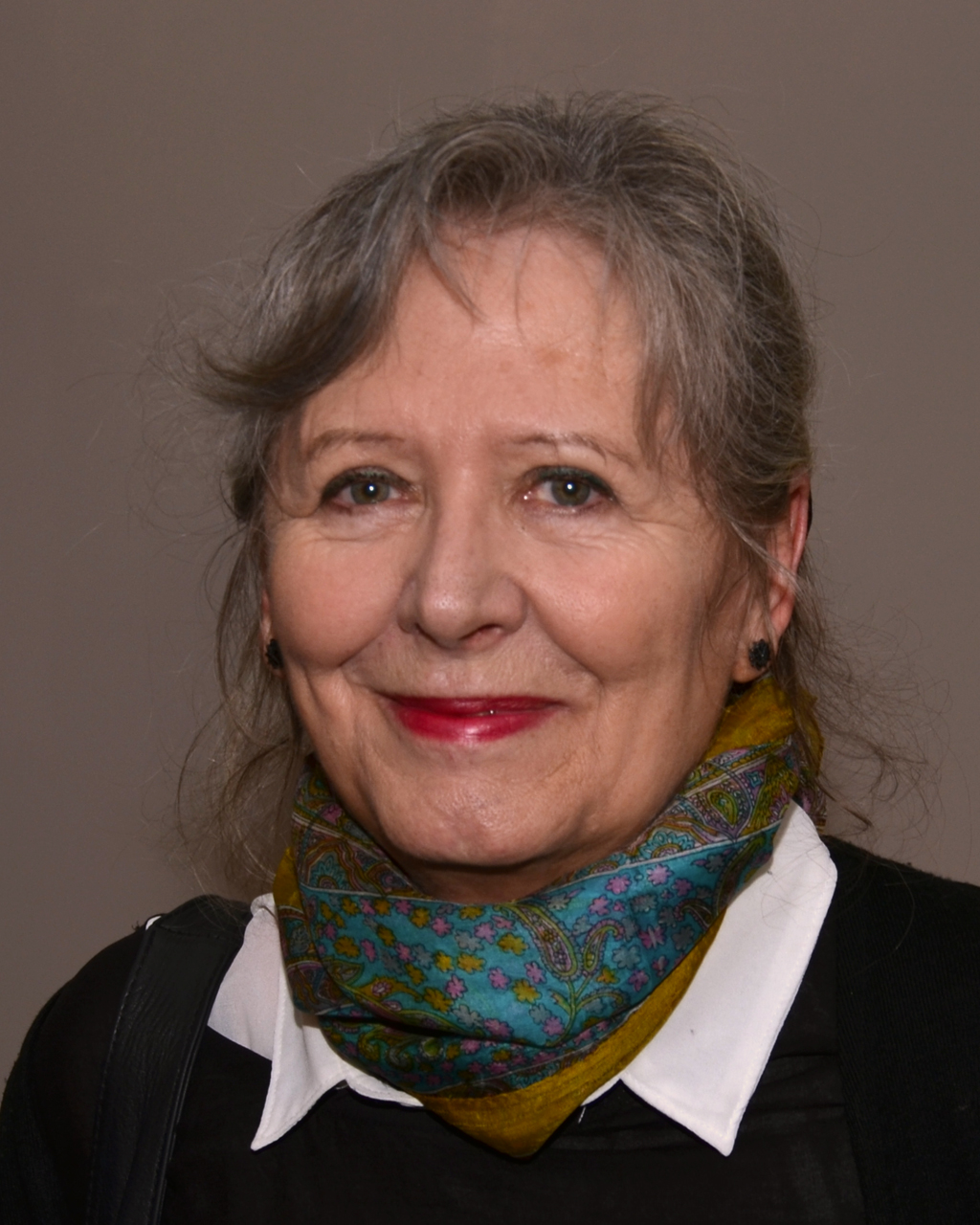
Helena Třeštíková (* 22. června)

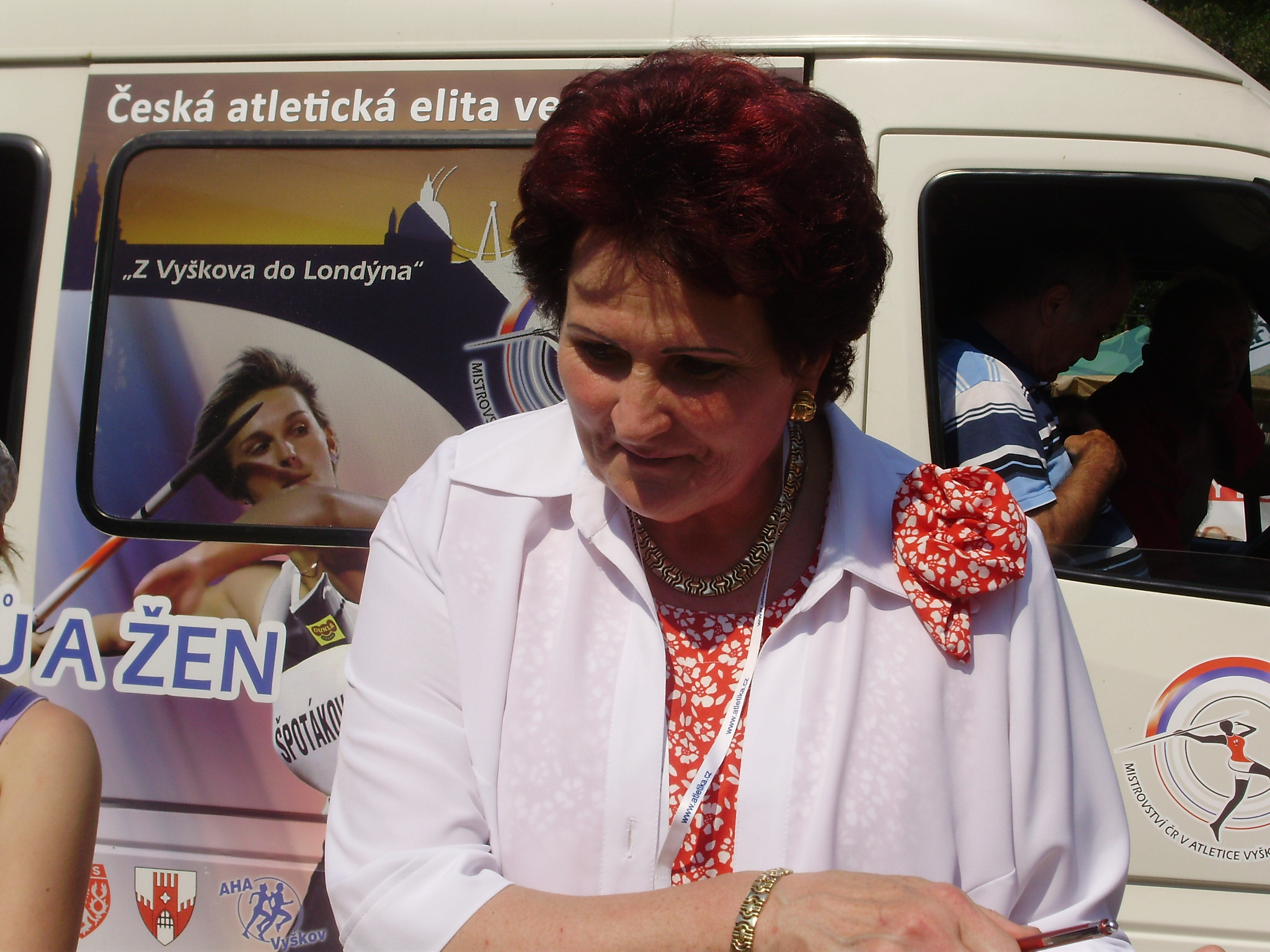
Helena Fibingerová (* 13. července)

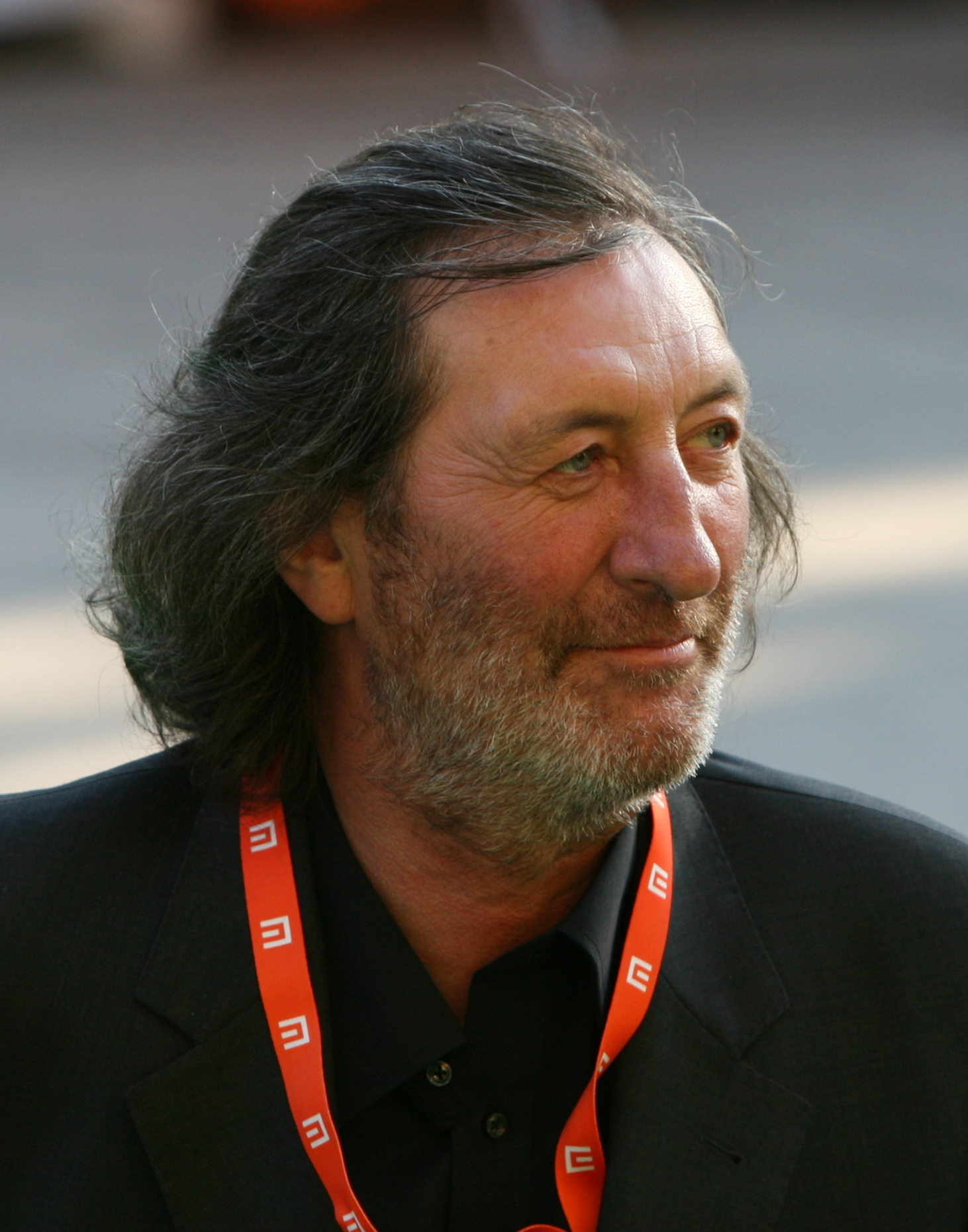
Bolek Polívka (* 31. července)

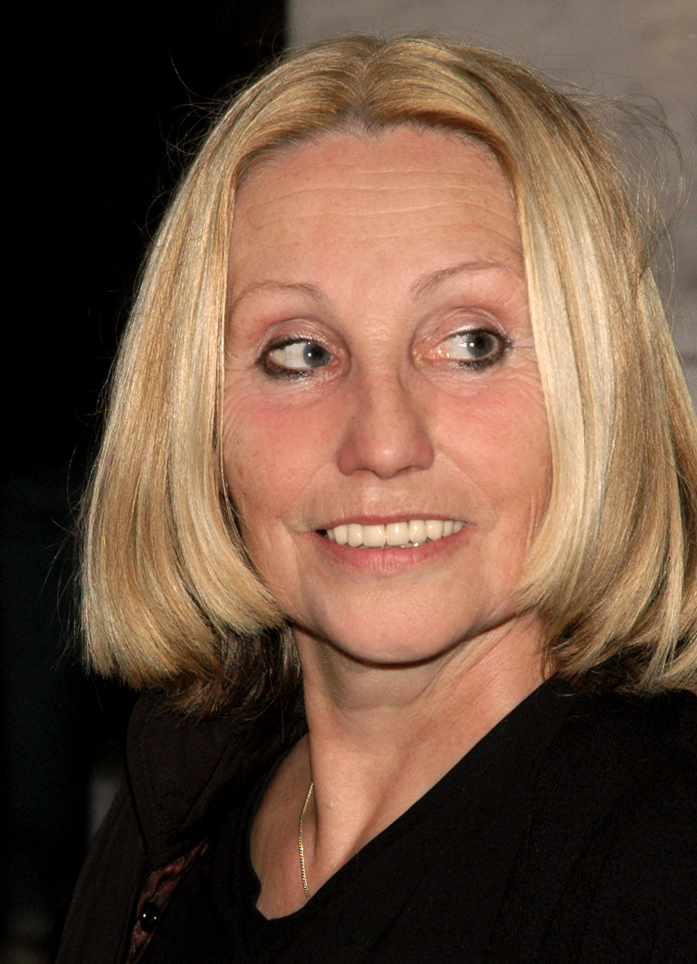
Olga Sommerová (* 2. srpna)

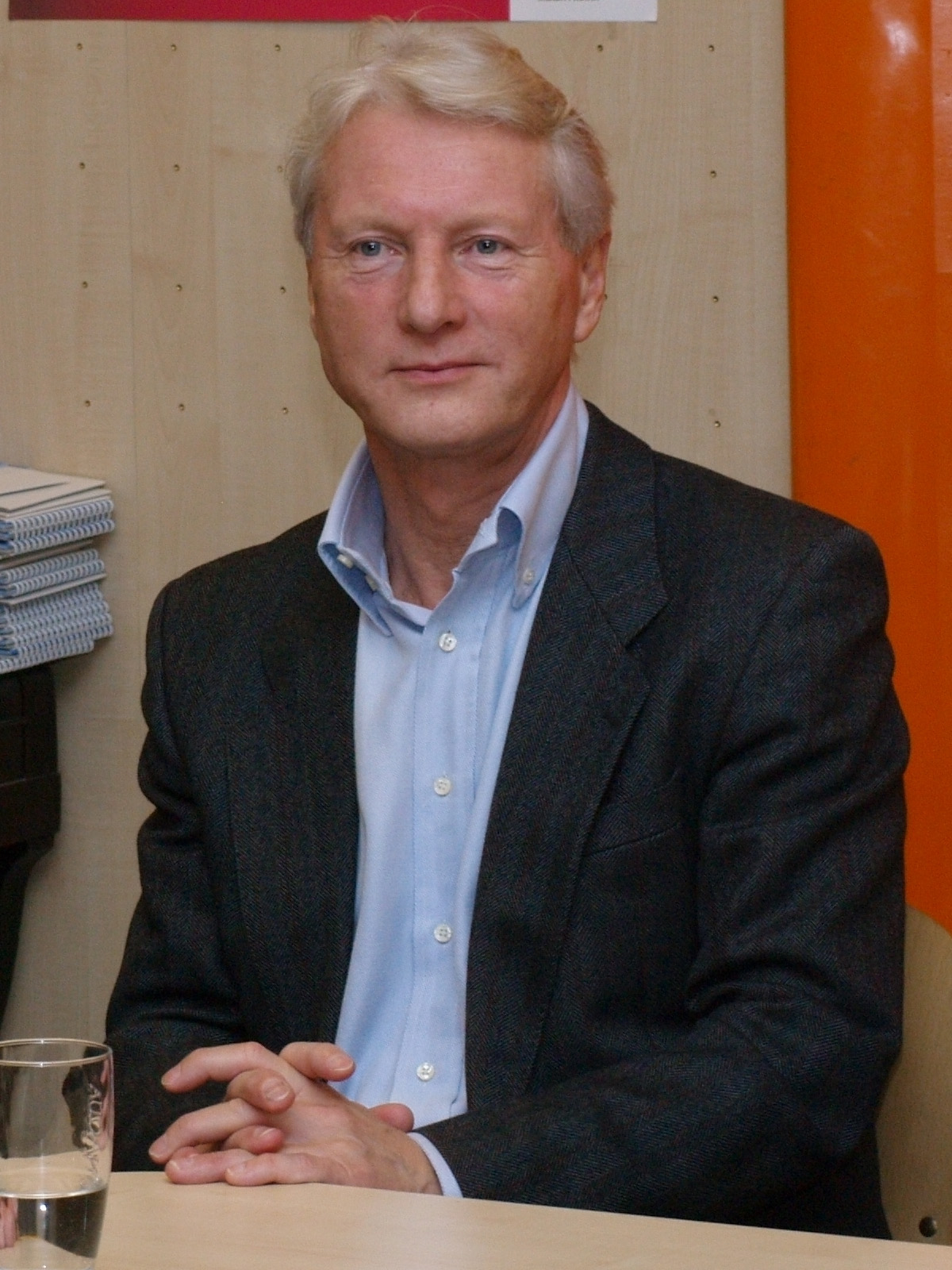
Ladislav Špaček (* 17. srpna)

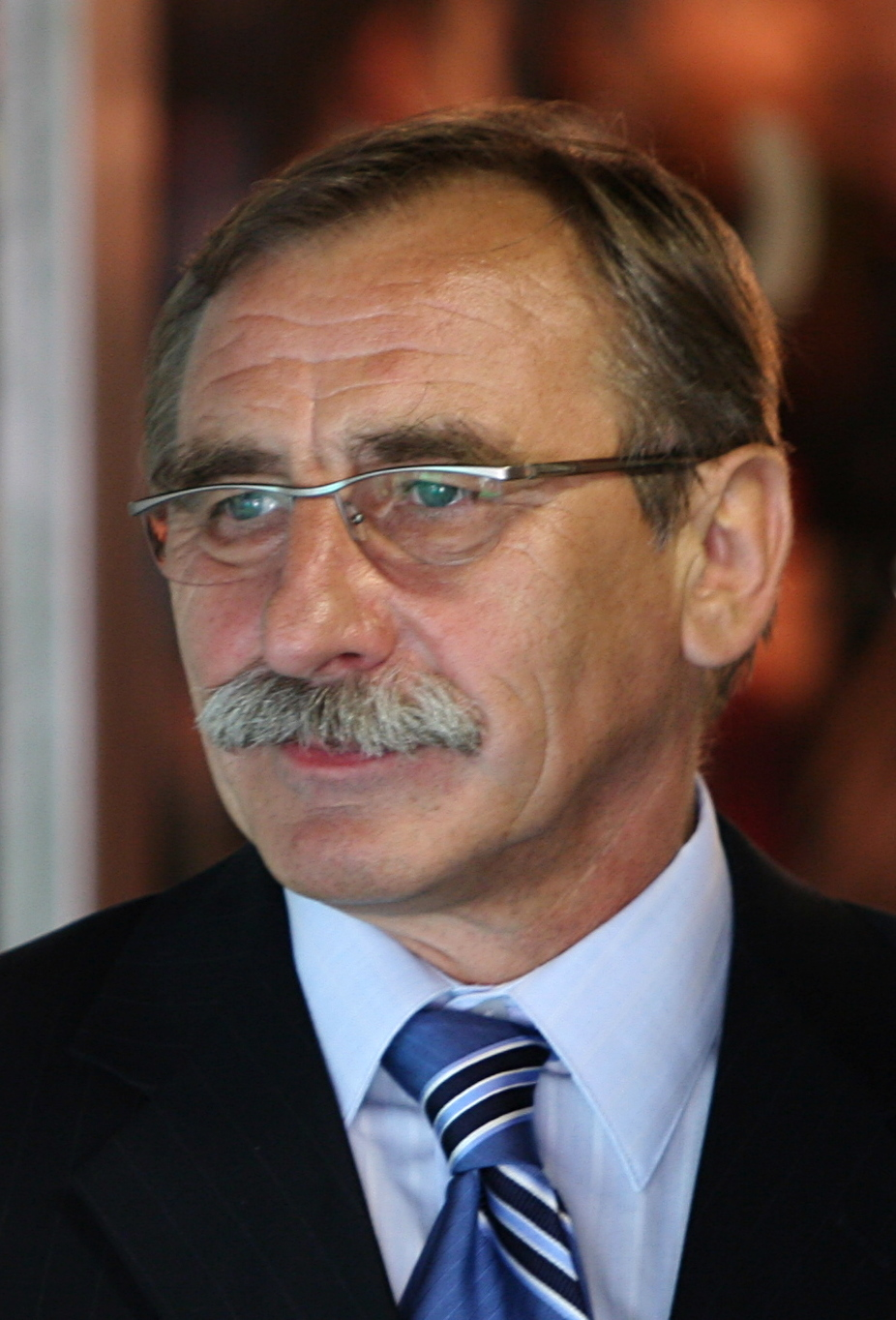
Pavel Zedníček (* 1. listopadu)

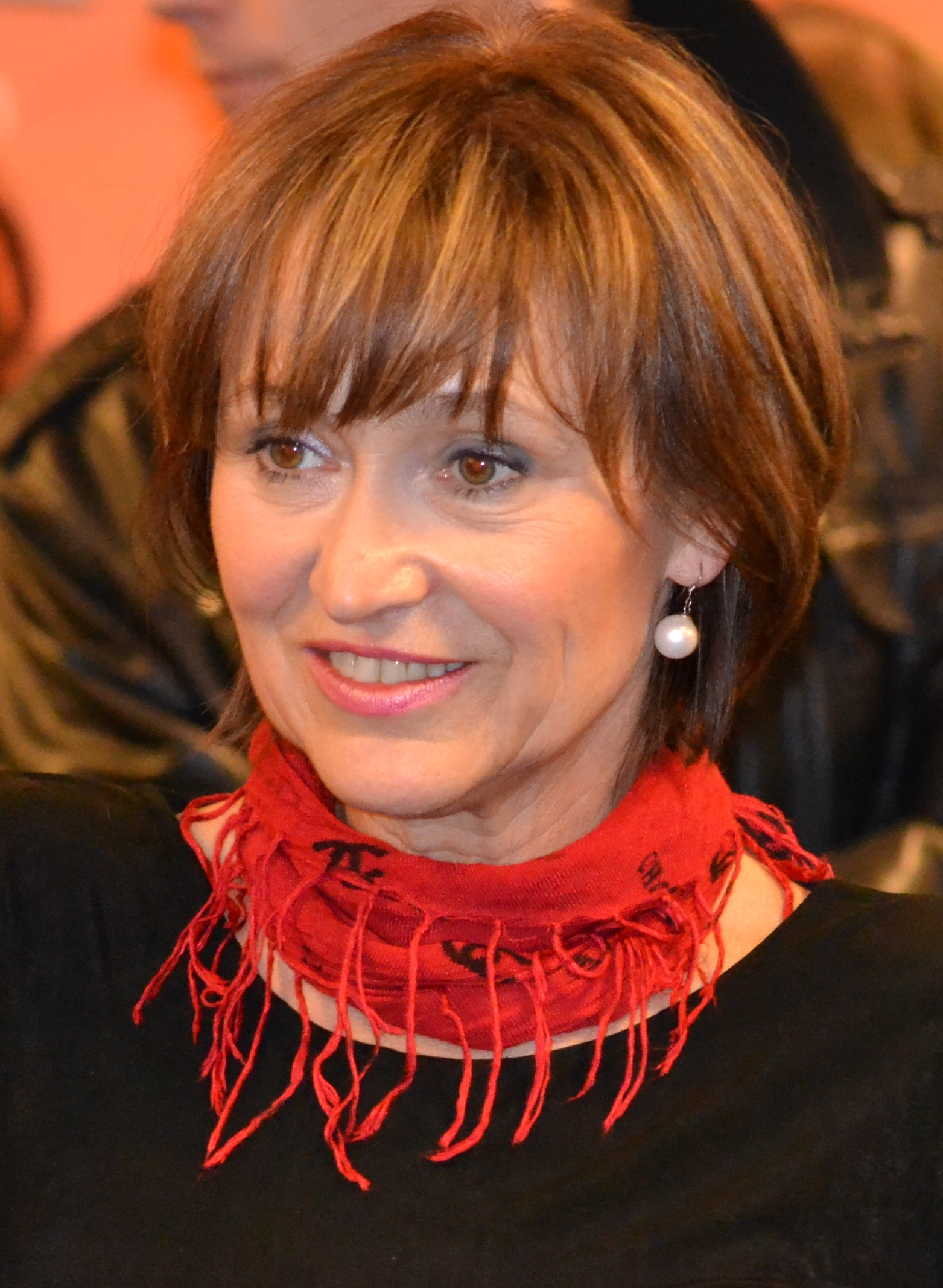
Petra Černocká (* 24. listopadu)

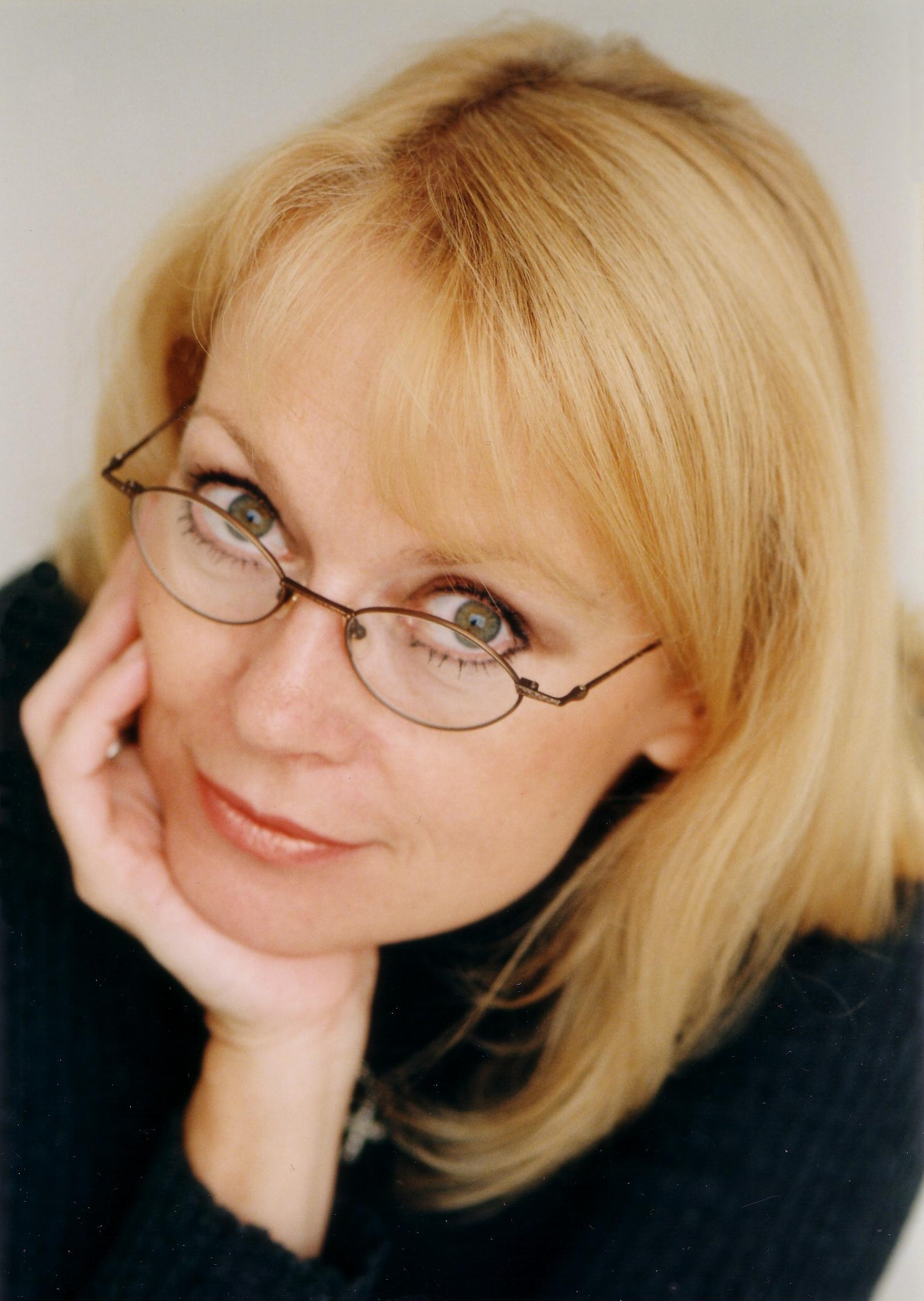
Kateřina Macháčková (* 30. listopadu)

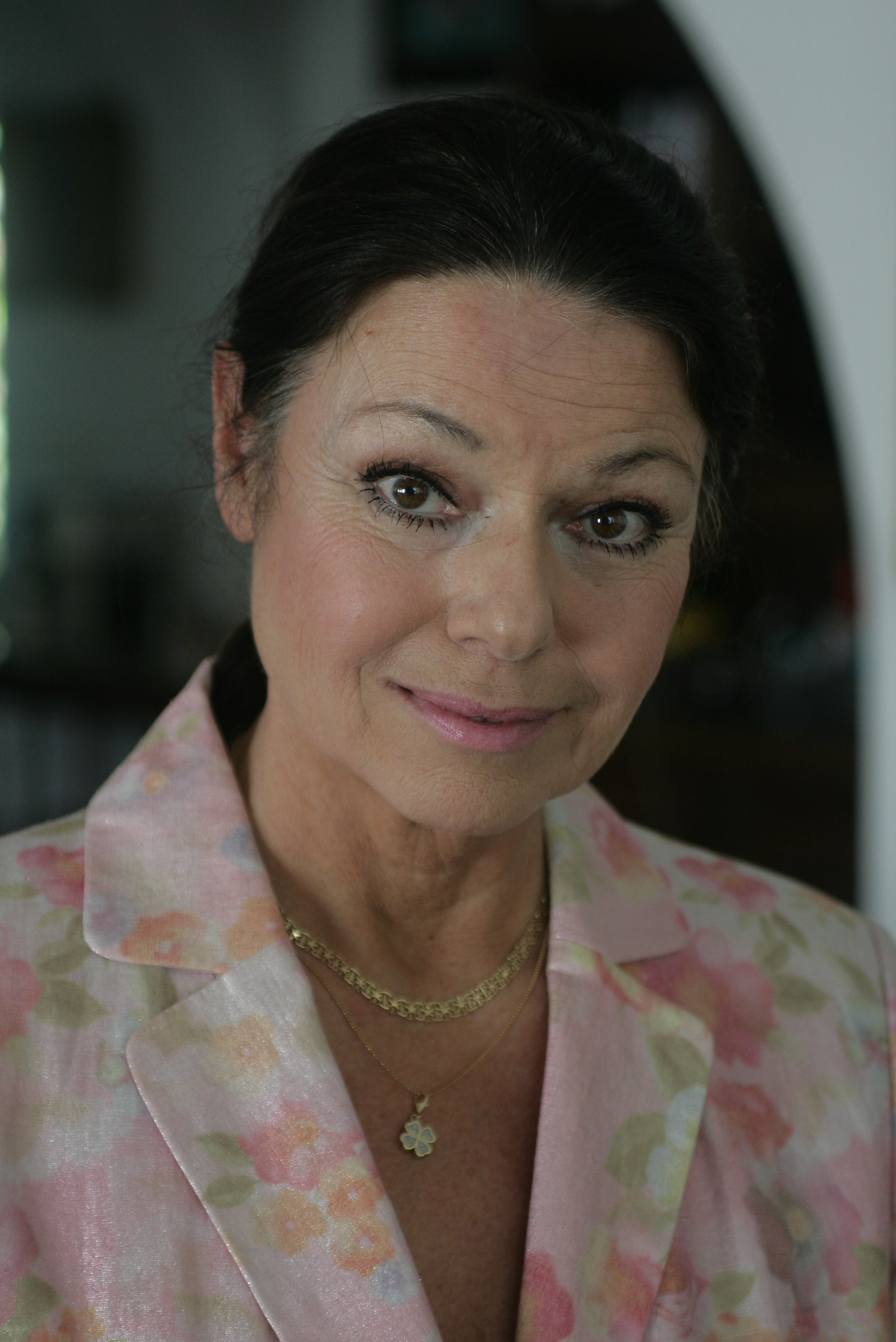
Eva Hudečková (* 3. prosince)

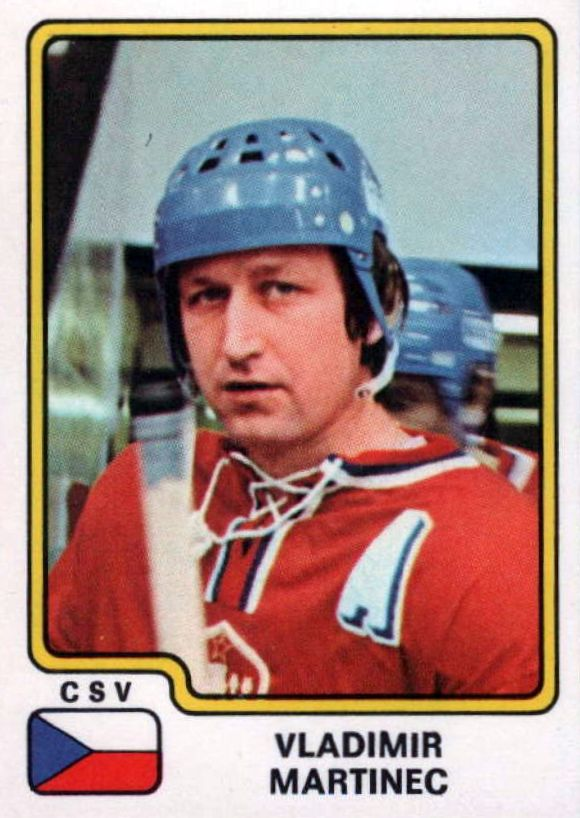
Vladimír Martinec (* 22. prosince)

- 02. ledna – Miloslav Sovadina, historik, archivář
- 03. ledna
  - Michael Žantovský, překladatel z angličtiny, spisovatel, textař, politik a diplomat
  - Jiří Šindelář, baskytarista († 5. ledna 2009)
- 05. ledna – Hana Kofránková, režisérka a pedagožka
- 06. ledna – Daniel Kroupa, politik, vysokoškolský učitel, filosof
- 12. ledna – Petr Charvát, archeolog a historik (†  17. září 2023)
- 14. ledna – Radka Máchová, akrobatická pilotka
- 20. ledna – Zdeněk Josef Preclík, sochař († 21. března 2021)
- 21. ledna – Luděk Bari, sochař, řezbář a malíř
- 11. února
  - Jan Holoubek, grafik a malíř
  - Jan Neckář, hudebník, zpěvák a skladatel
- 15. února – Michal Gera, jazzový a bluesový trumpetista
- 17. února – Milan Šimonovský, ministr dopravy ČR
- 20. února
  - Jiří Drahoš, fyzikální chemik, předseda Akademie věd České republiky
  - Ivana Trumpová, lyžařka a bývalá manželka amerického prezidenta Donalda Trumpa († 14. července 2022)
- 21. února
  - Karel Třešňák, vodní slalomář, mistr světa
  - Rudy Kovanda, bavič, zpěvák a sportovec († 29. října 1989)
- 23. února – Pavel Váně, zpěvák, kytarista, skladatel
- 25. února – Jaroslava Hanušová, herečka († 22. února 2016)
- 26. února
  - Ivan Landsmann, spisovatel († 17. března 2017)
  - Petr Svárovský, televizní dramaturg, scenárista, režisér a herec
- 28. února – Pavel Rímský, herec
- 03. března – Jiří Kozel, blues-rockový a hard rockový baskytarista
- 04. března – Karel Loprais, automobilový závodník († 30. prosince 2021)
- 05. března
  - Dagmar Bláhová, česko-australská herečka, divadelní režisérka, překladatelka
  - Josef Jurkanin, fotbalista
  - Hana Doušová-Jarošová, hráčka basketbalu
- 10. března – Pavel Tollner, politik
- 12. března – Jiří Prosecký, asyriolog
- 17. března – Vladimír Říha, lékař a politik
- 18. března – Richard Haan, operní pěvec-barytonista
- 19. března – Martin Syka, lékař a politik
- 20. března – Anton Markoš, teoretický biolog
- 22. března
  - Pavel Dobeš,folkový písničkář
  - Pavel Kábrt, kreacionista a křesťanský aktivista
- 23. března – Jan Zahradník, pedagog a politik
- 25. března – Helena Šikolová, běžkyně na lyžích, bronz na OH 1972
- 28. března – Milena Slavická, kunsthistorička a spisovatelka
- 30. března – Stanislav Bogunia, klavírista, dirigent, sbormistr a hudební pedagog
- 31. března
  - Zuzana Michnová, hudební skladatelka, textařka a zpěvačka
  - Hana Ulrychová, zpěvačka
- 01. dubna – Václav Bláha, malíř a grafik
- 09. dubna – Hynek Žalčík, hudební producent a textař († 8. února 2005)
- 12. dubna
  - Petr David, spisovatel a žurnalista
  - Ota Jirák, herec a moderátor
- 16. dubna – Vlado Ríša, překladatel a spisovatel
- 18. dubna – Jiří Novosad, akademický malíř († 29. září 2006)
- 20. dubna – Vladimír Soukup, spisovatel a žurnalista
- 21. dubna – Jarmila Stojčevská, básnířka a překladatelka
- 23. dubna – Bohuslav Šťastný, československý hokejový útočník
- 28. dubna – Marie Spurná, herečka († 8. září 2015)
- 02. května – Ladislav Body, politik romské menšiny († 25. listopadu 2017)
- 05. května
  - Josef Paleček, československý hokejista
  - Jan Vičar, muzikolog, pedagog a skladatel
- 07. května – Kateřina Hilská, překladatelka
- 08. května
  - Jiří Knot, herec
  - Petr Kozánek, politik, signatář Charty 77
- 09. května
  - Jiří Pospíšil, politik, psycholog
  - Vladimír Vetchý, matematik a politik
- 11. května – Petr Sís, spisovatel, grafik
- 12. května – Jiří Liška, zvěrolékař a politik
- 15. května – Zdeněk Lhoták, fotograf
- 16. května – Pepa Nos, písničkář, učitel jógy a jazyků
- 17. května – Jiří Korn, zpěvák, kytarista, tanečník, moderátor a herec
- 21. května
  - Pavel Černý, evangelikální teolog a kazatel
  - Václav Chaloupek, režisér, scenárista, televizní redaktor
- 25. května – Eliška Balzerová, herečka
- 26. května – Tomáš Husák, diplomat
- 27. května – Ladislav Lahoda, zápasník a filmový kaskadér
- 28. května – Vácslav Babička, archivář († 12. května 2012)
- 31. května – Pavel Heřman, fotograf a politik
- 04. června – Ota Petřina, kytarista, skladatel, textař, zpěvák a kapelník († 11. července 2015)
- 06. června – Olga Nytrová, spisovatelka, publicistka
- 10. června
  - Jiří Malíř, historik
  - Karel Zich, zpěvák, kytarista a hudební skladatel († 13. července 2004)
- 14. června
  - Bořek Šípek, výtvarník, architekt a designér († 13. února 2016)
  - Petr Vavroušek, lingvista, indolog, chetitolog a indoevropeista († 14. února 2015)
- 16. června – Jan Zouhar, filozof
- 22. června
  - Helena Třeštíková, režisérka a pedagožka, ministryně kultury
  - Jan Maruna, básník a prozaik
- 23. června
  - Jan Kyselák, operní pěvec, hudební režisér a pedagog
  - Irena Gerová, novinářka, spisovatelka a režisérka († 20. prosince 2006)
- 25. června
  - Vladek Lacina, veslař, bronzová na OH 1976
  - Irena Pelikánová, soudkyně Soudního dvora Evropské unie
- 26. června – Laďka Kozderková, muzikálová zpěvačka a herečka († 17. listopadu 1986)
- 28. června – Vladimír Suchánek, pedagog, filmový vědec a režisér
- 29. června – Přemysl Raban, advokát a univerzitní profesor
- 02. července
  - Pavel Taussig, filmový historik, scenárista, novinář a publicista († 24. srpna 2023)
  - Alexandra Berková, prozaička, scenáristka, publicistka a pedagožka († 16. června 2008)
- 05. července – Miroslav Pinc, ilustrátor knih z oblasti botaniky († 4. dubna 2000)
- 08. července – Jan Knap, malíř
- 13. července – Helena Fibingerová, mistryně světa ve vrhu koulí, politička
- 15. července – Cyril Zapletal, předseda Odborového svazu pracovníků hornictví
- 16. července – Irena Bukačová, historička, publicistka, překladatelka
- 17. července – Stanislav Štamberg, mineralog a paleontolog
- 27. července – Pavel Větrovec, klavírista, varhaník, hudební pedagog, dirigent
- 29. července – Pavel Pelc, baskytarista, zpěvák, skladatel
- 31. července – Bolek Polívka, herec, mim, dramatik a scenárista
- 02. srpna – Olga Sommerová, filmová dokumentaristka
- 08. srpna – Karel Káša Jahn, bubeník, zpěvák a skladatel († 27. února 2009)
- 14. srpna
  - Jaroslav Erik Frič, básník, hudebník, nakladatel († 24. května 2019)
  - Petr Kavan, sochař a řezbář
- 17. srpna – Ladislav Špaček, spisovatel, televizní novinář a moderátor
- 24. srpna – Petr Hejduk, bubeník a zdravotník († 10. května 1995)
- 25. srpna - Miroslav Šafařík, ragbista a fotbalový trenér († 8. listopadu 2003)
- 27. srpna – Oldřich Janota, písničkář, kytarista, zpěvák († 27. července 2024)
- 29. srpna – Jiří Švejda, spisovatel a filmový scenárista
- 30. srpna – Jan Vyklický, prezident Soudcovské unie († 4. února 2018)
- 01. září – Vlado Čech, rockový bubeník († 21. července 1986)
- 08. září
  - Marie Valtrová, divadelní historička a publicistka
  - Pepa Streichl, ostravský bluesový a folkový písničkář († 11. srpna 2013)
- 09. září
  - Petr Novotný, divadelní režisér a muzikálový producent
  - Josef Blažejovský, kytarista a hudební skladatel († 22. prosince 2004)
- 15. září – Pavla Břínková, zpěvačka a muzikálová a operetní herečka
- 17. září – Michael Rittstein, výtvarník
- 26. září
  - Bohuslav Matoušek, houslista a violista
  - Hana Mašková, československá krasobruslařka († 31. března 1972)
- 29. září – Milan Dvořák, tlumočník a překladatel
- 04. října – Vojtěch Mojžíš, hudební skladatel
- 05. října – Jiří Zavřel, herec († 1. června 2010)
- 06. října – Václav Knop, herec, režisér a dabér
- 14. října
  - Václav Hořejší, molekulární imunolog
  - Karel Rais, elektrotechnik, rektor Vysokého učení technického v Brně a politik
- 22. října – Jan Klápště, archeolog
- 25. října – Jiří Schmitzer, herec a písničkář
- 30. října – Michal Ajvaz, básník, překladatel a spisovatel
- 01. listopadu – Pavel Zedníček, herec
- 07. listopadu – Bohumír Janát, filozof, spisovatel († 29. listopadu 1998)
- 12. listopadu – Cyril Höschl, psychiatr, popularizátor vědy a vysokoškolský pedagog († 21. dubna 2025)
- 24. listopadu – Petra Černocká, zpěvačka a herečka
- 27. listopadu – Václav Jamek, spisovatel, básník
- 28. listopadu – Karel Dvořák, československý fotbalista, obránce, reprezentant
- 30. listopadu
  - Kateřina Macháčková, publicistka a herečka
  - Petr Sommer, historik a archeolog
- 01. prosince – Richard Kybic, rockový kytarista, zpěvák a skladatel († 12. května 2003)
- 03. prosince – Eva Hudečková, herečka a spisovatelka
- 06. prosince – Karel Mišurec, divadelní herec
- 11. prosince – Jarýk Stejskal, slovenský horolezec
- 15. prosince – Josef Alois Náhlovský, herec, komik a bavič († 7. dubna 2022)
- 22. prosince – Vladimír Martinec, československý hokejový útočník
- 25. prosince – Miluše Voborníková, zpěvačka
- 30. prosince
  - Petr Lachnit, ministr pro místní rozvoj ČR
  - Ingo Bellmann, zpěvák a kytarista († 13. července 2012)
- 0?
  - František Frolík, sběratel autogramů a rukopisů, spisovatel
  - Stan Neumann, francouzský dokumentární režisér

### Svět

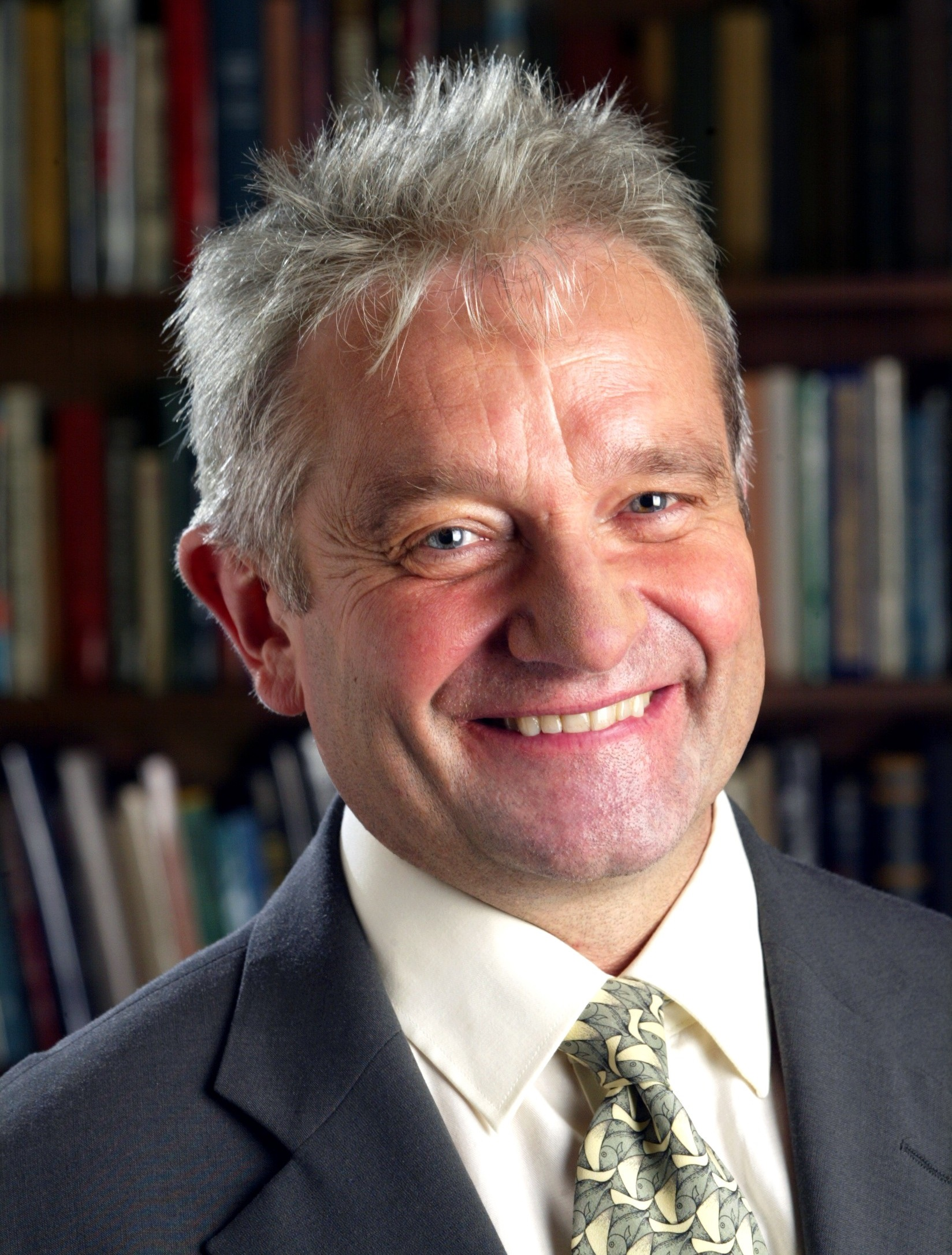
Paul Nurse (* 25. ledna)

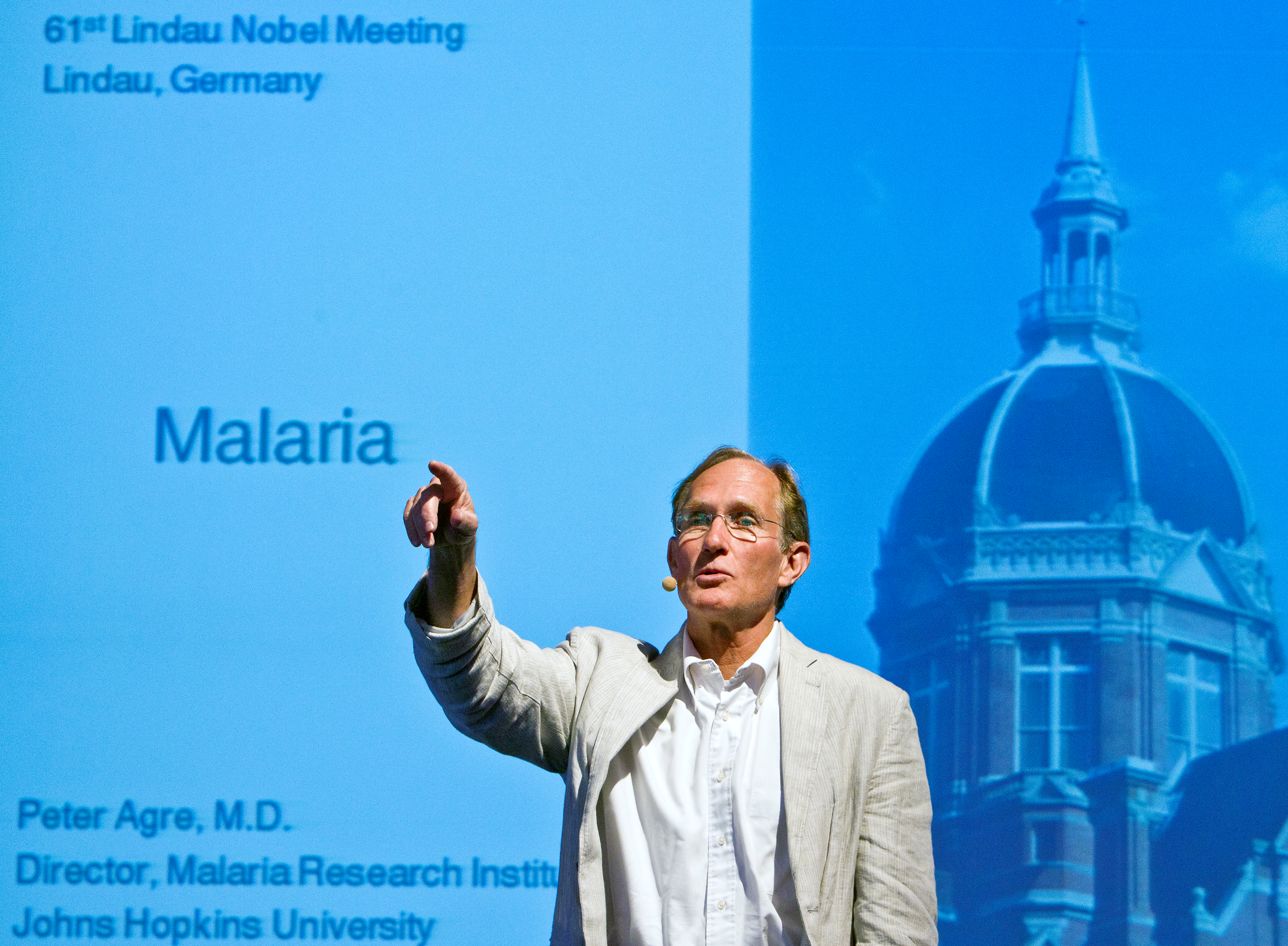
Peter Agre (* 30. ledna)

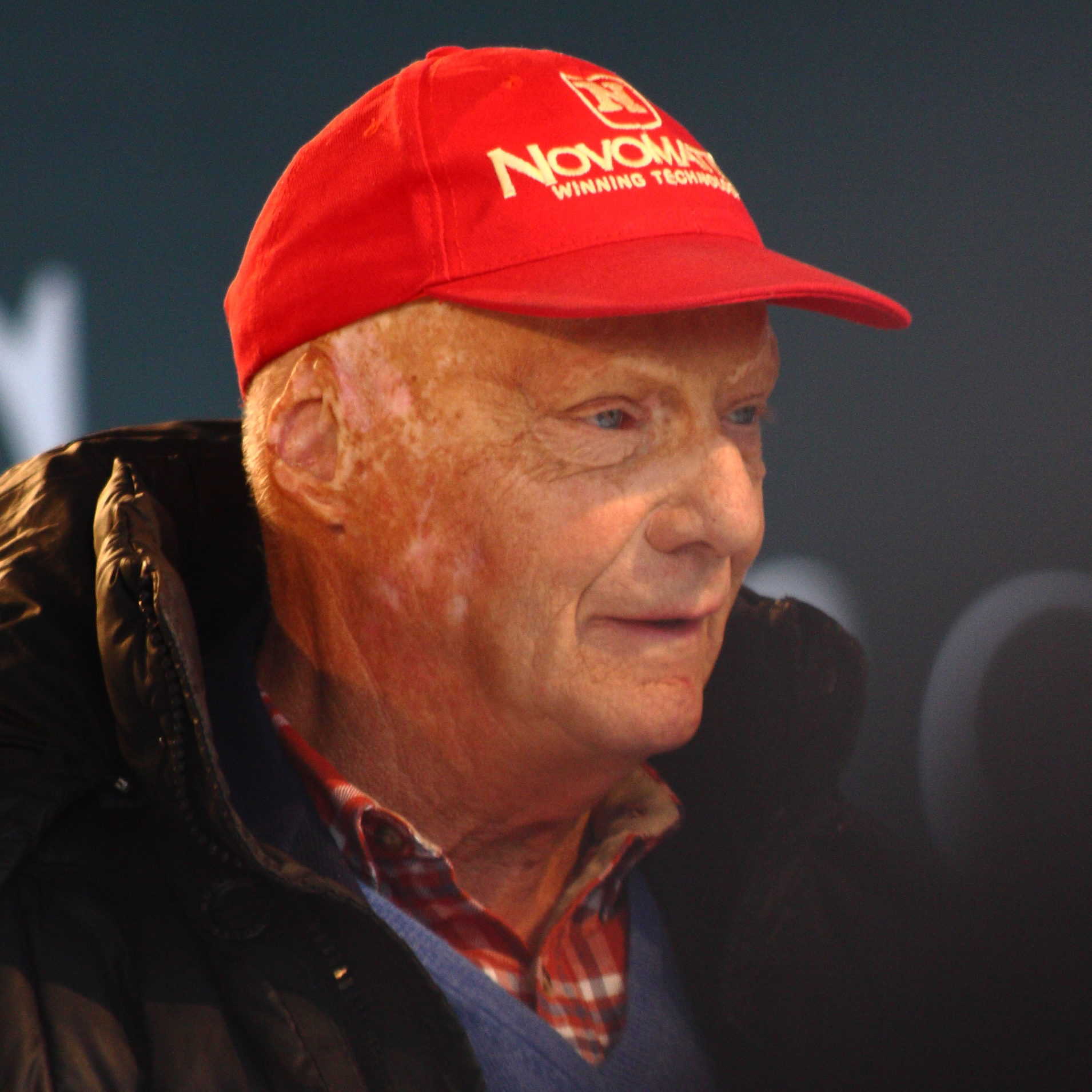
Niki Lauda (* 22. února)

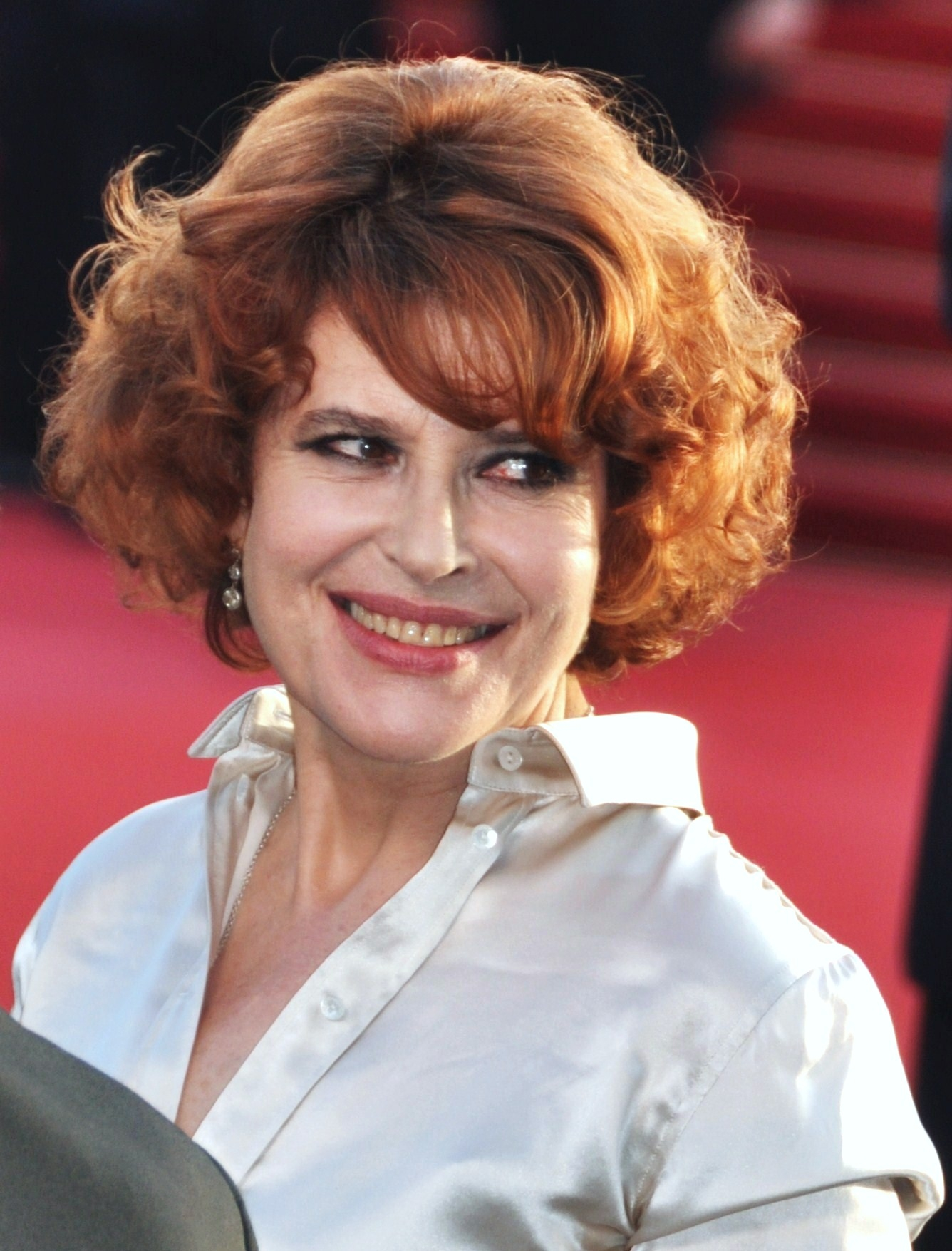
Fanny Ardantová (* 22. března)

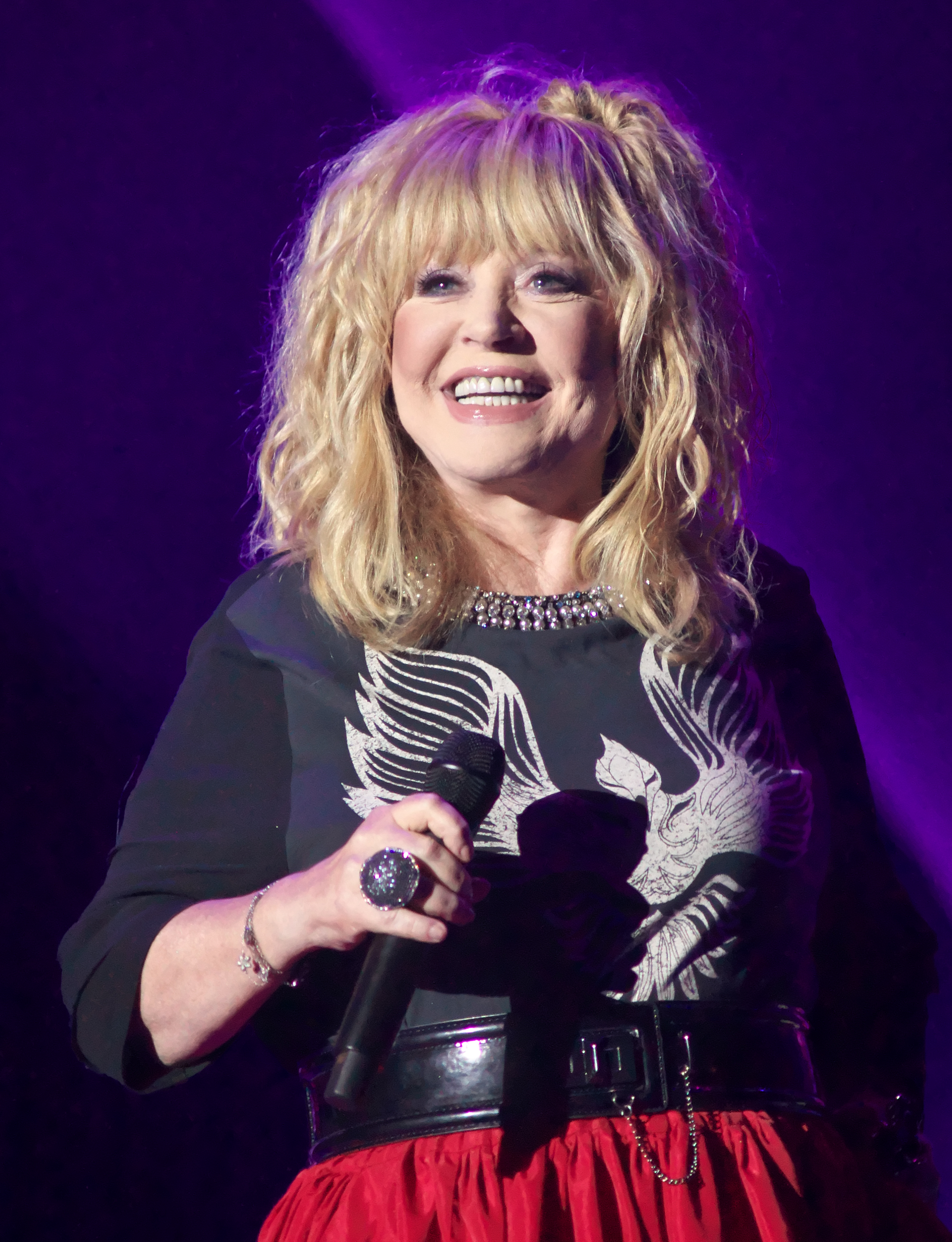
Alla Pugačova (* 15. dubna)

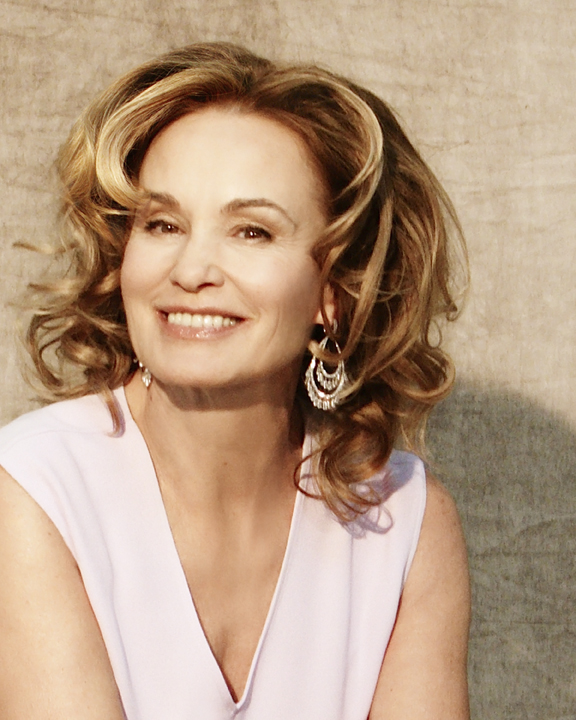
Jessica Lange (* 20. dubna)

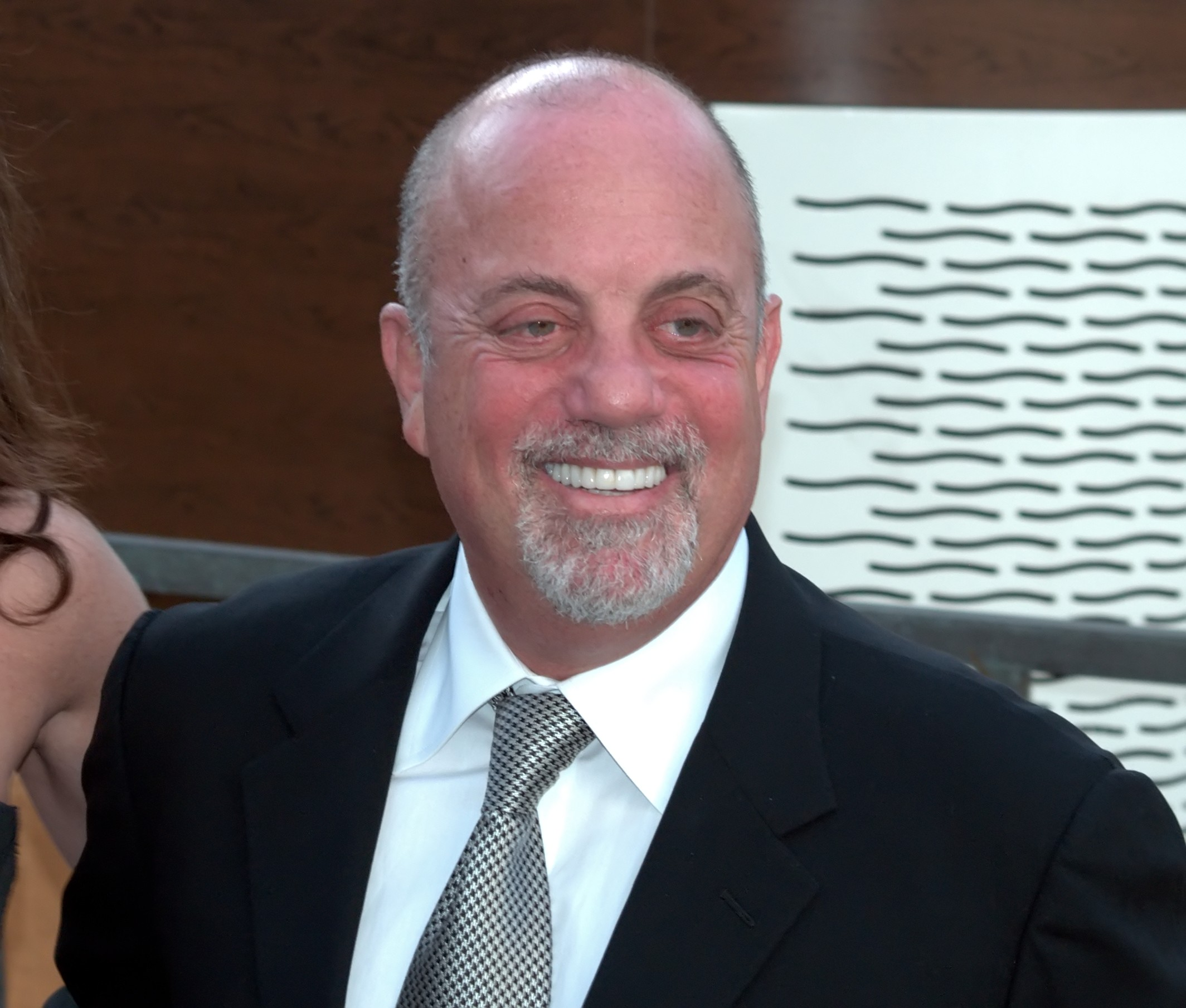
Billy Joel (* 9. května)

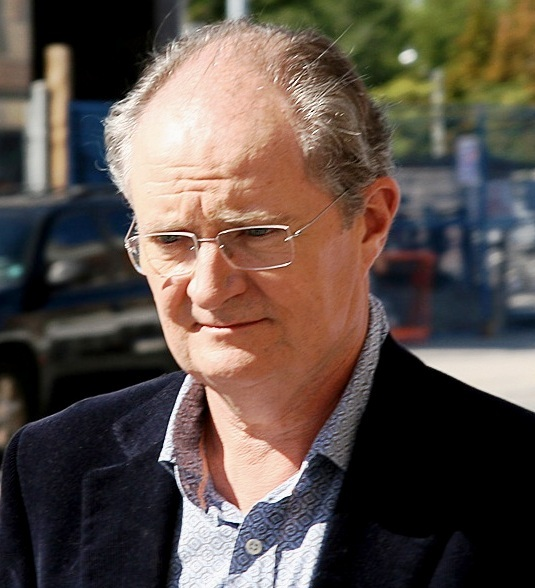
Jim Broadbent (* 24. května)

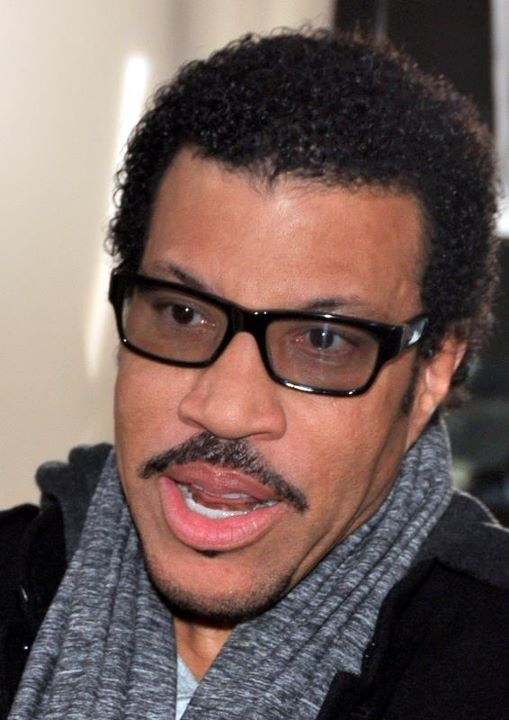
Lionel Richie (* 20. června)

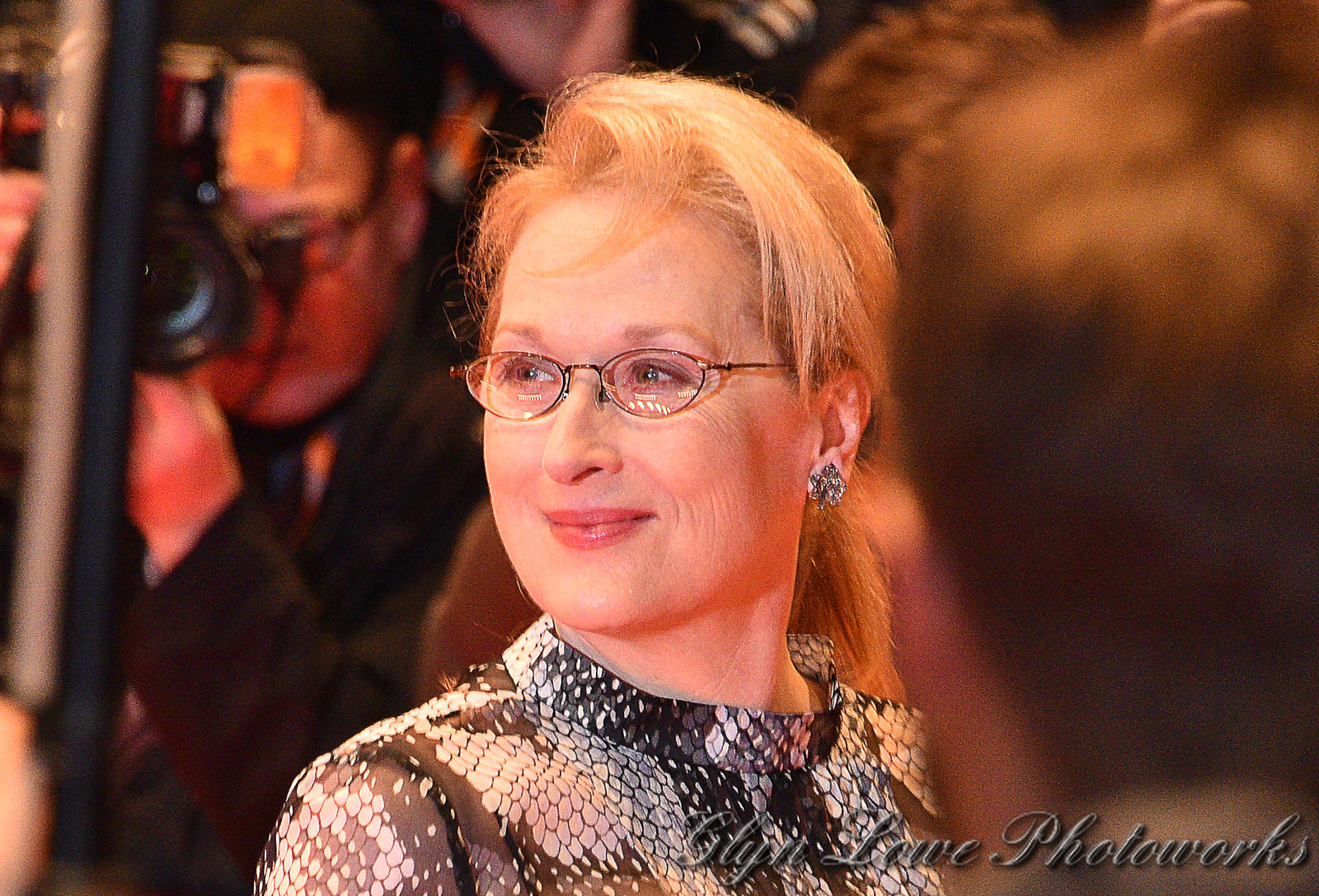
Meryl Streep (* 22. června)

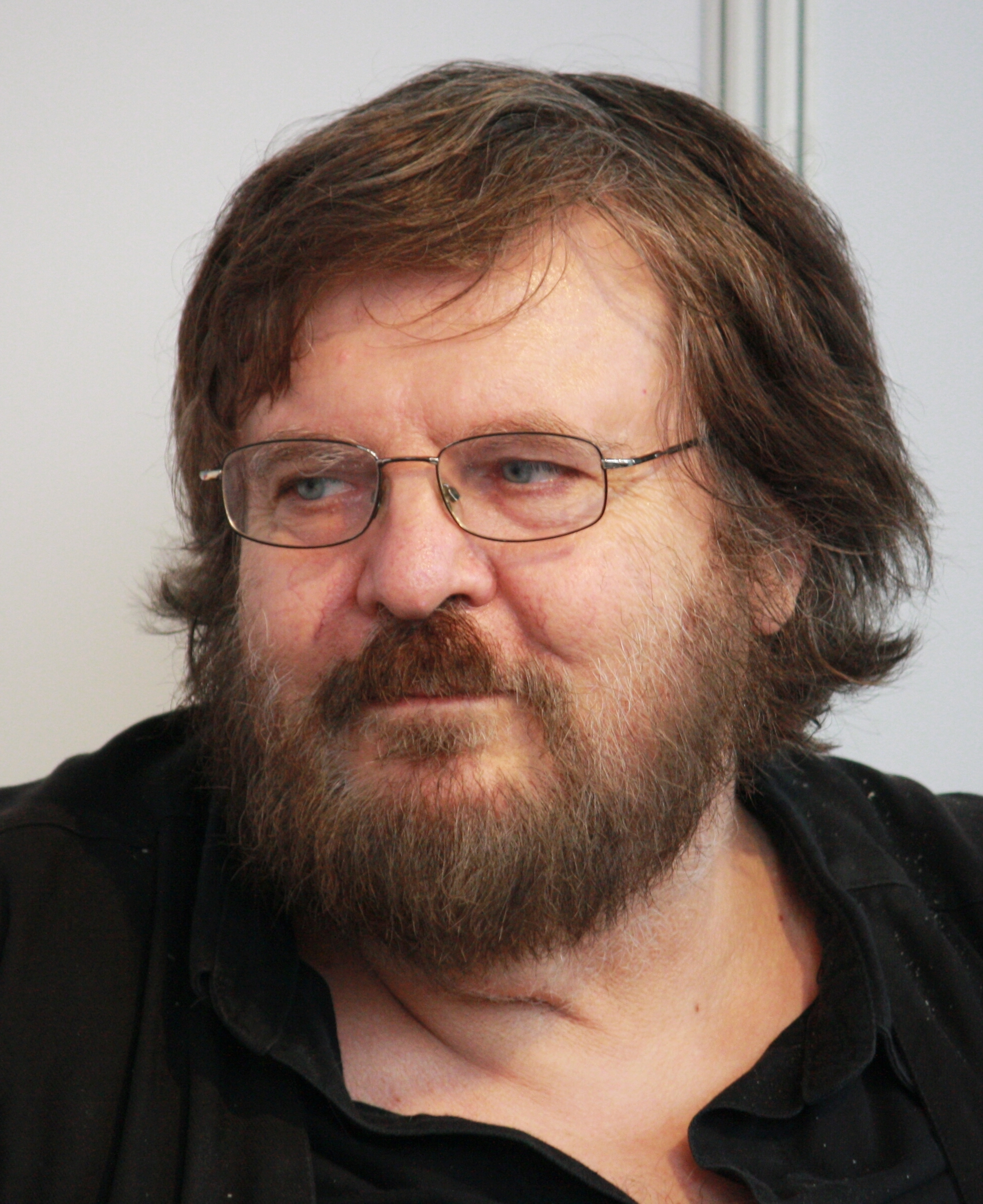
Boris Filan (* 30. června)

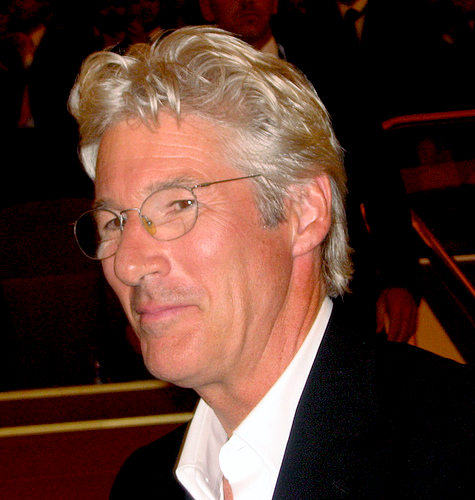
Richard Gere (* 31. srpna)

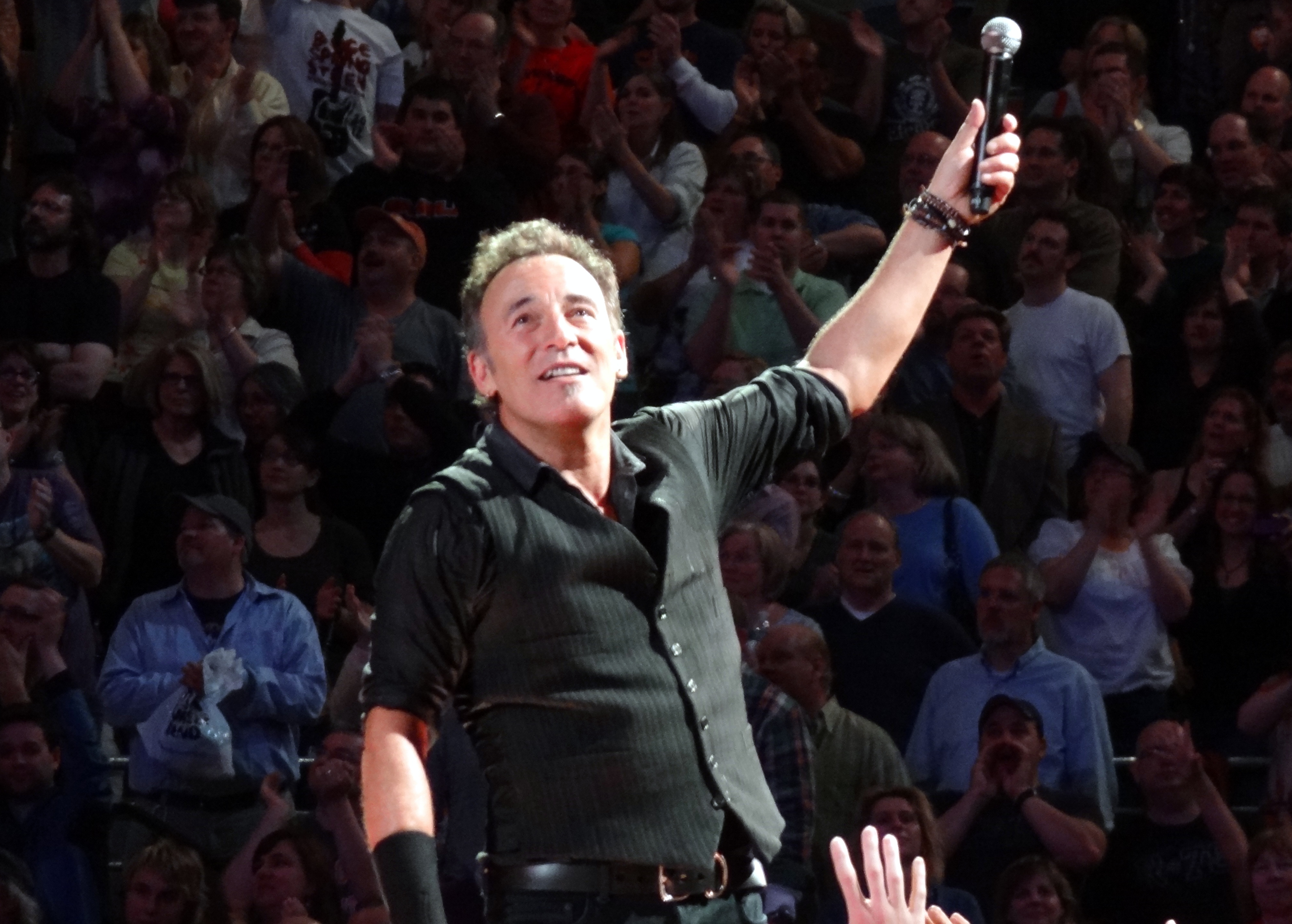
Bruce Springsteen (* 23. září)

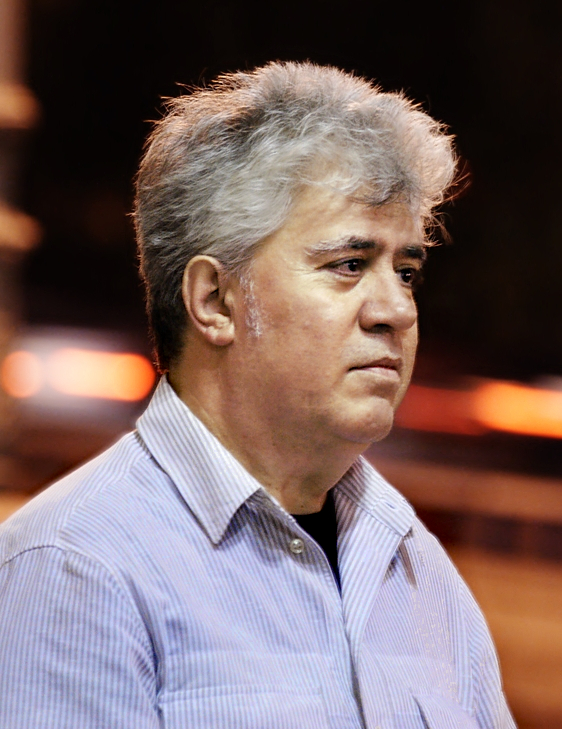
Pedro Almodóvar (* 25. září)

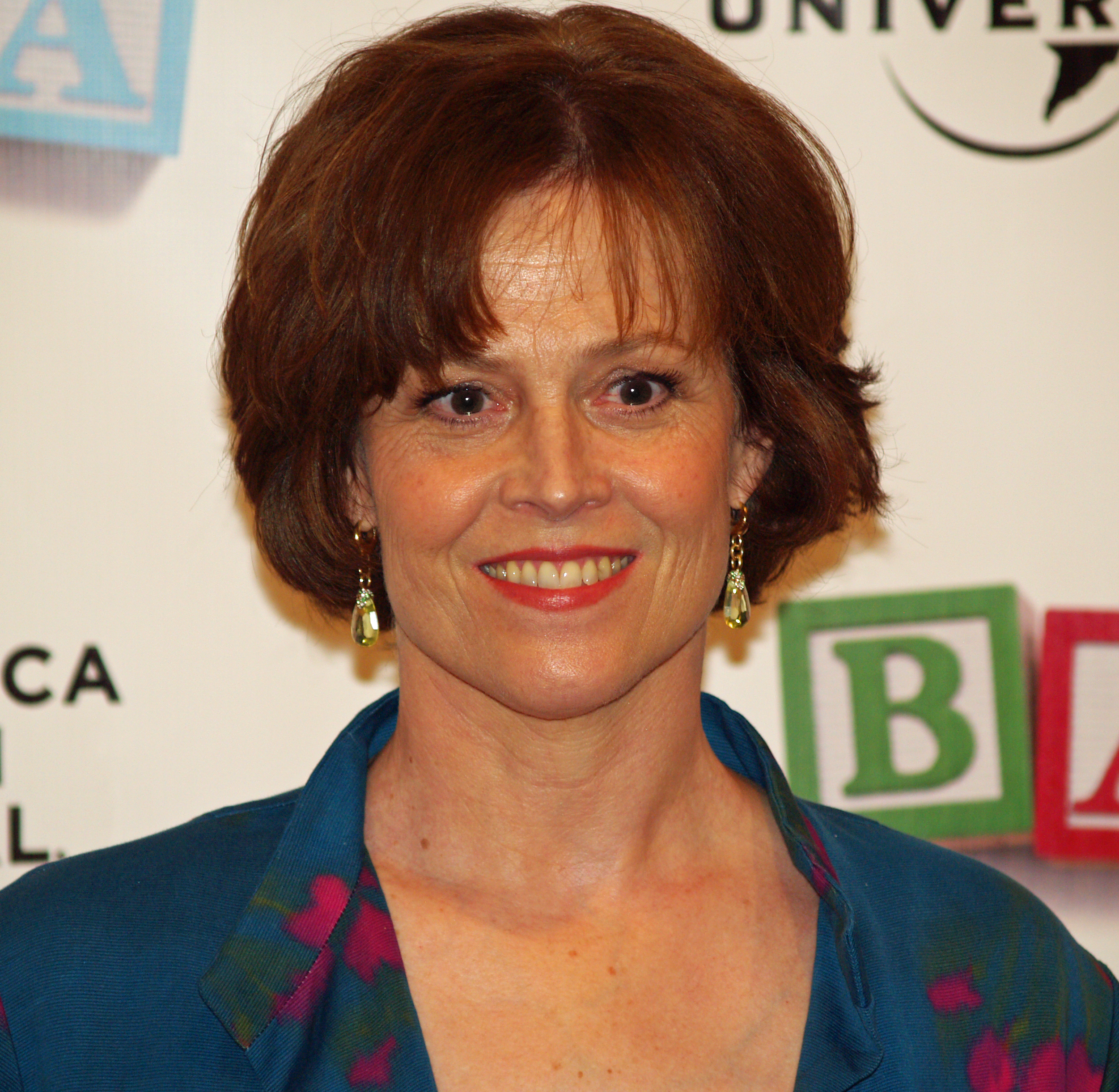
Sigourney Weaver (* 8. října)

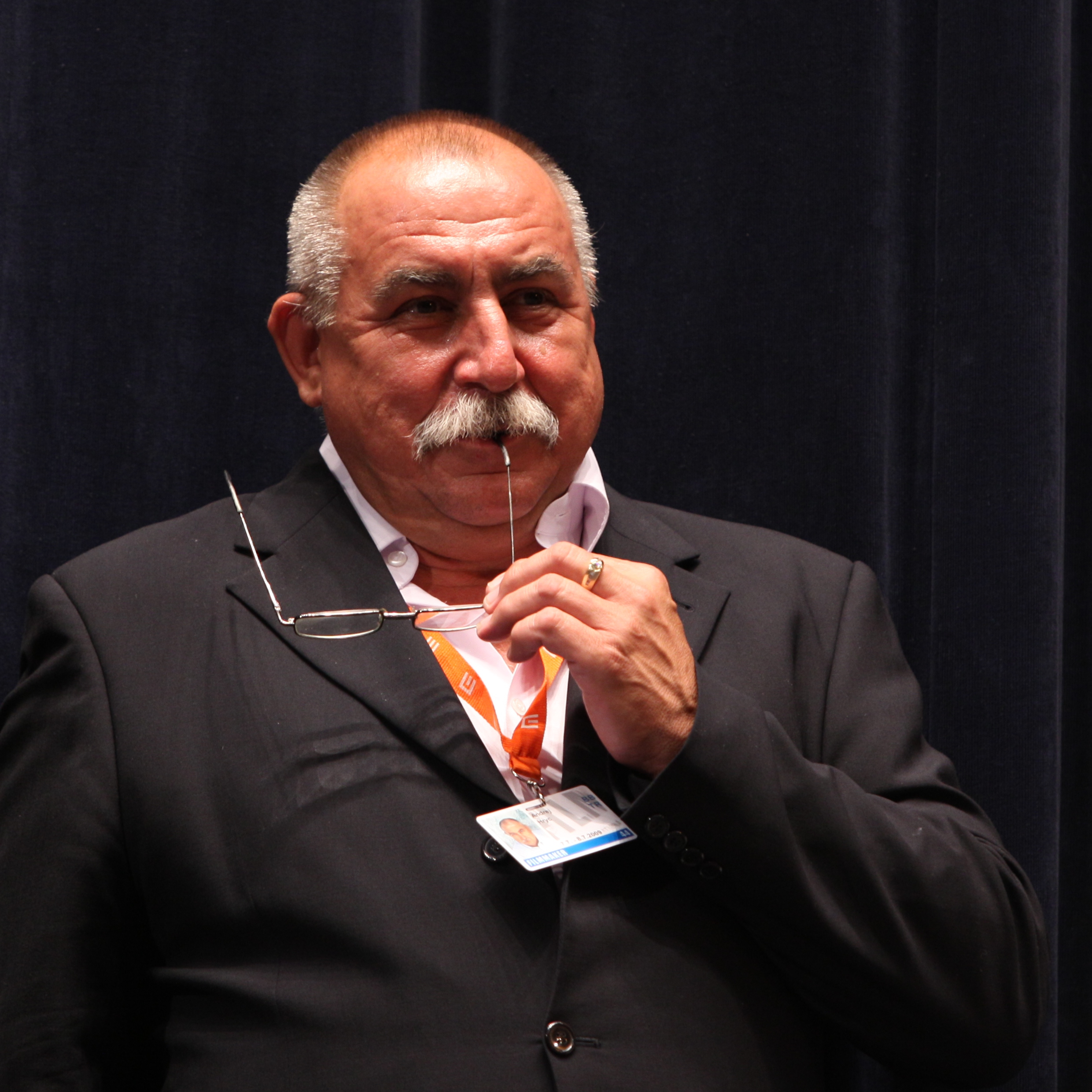
Andy Hryc (* 30. listopadu)

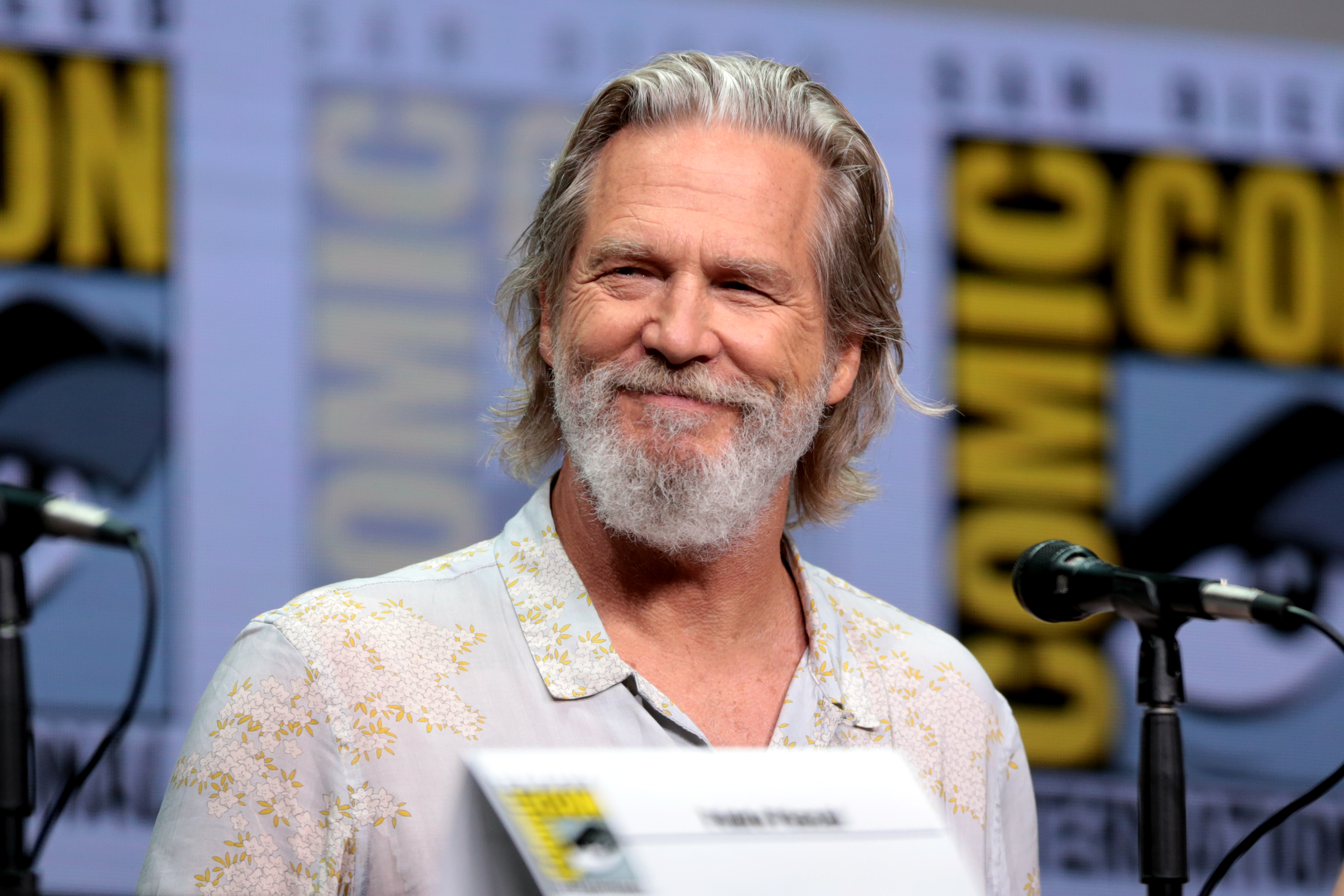
Jeff Bridges (* 4. prosince)

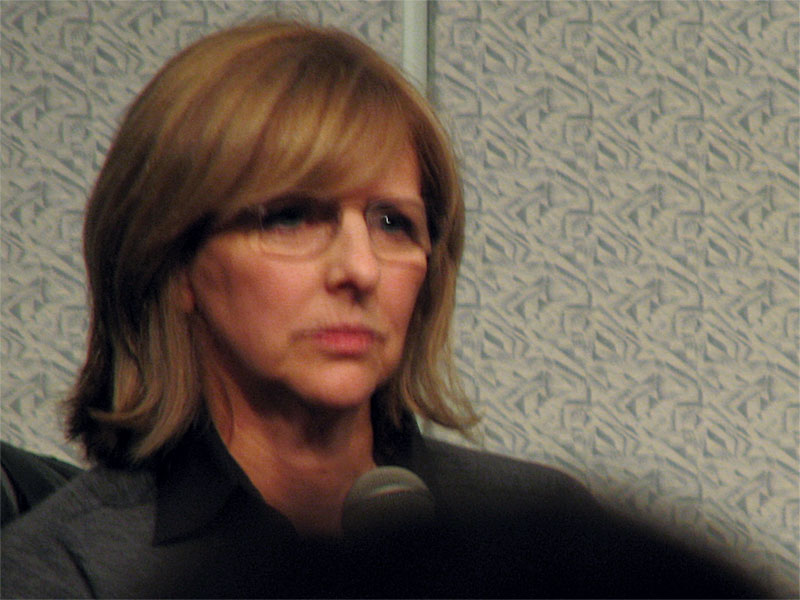
Nancy Meyers (* 8. prosince)

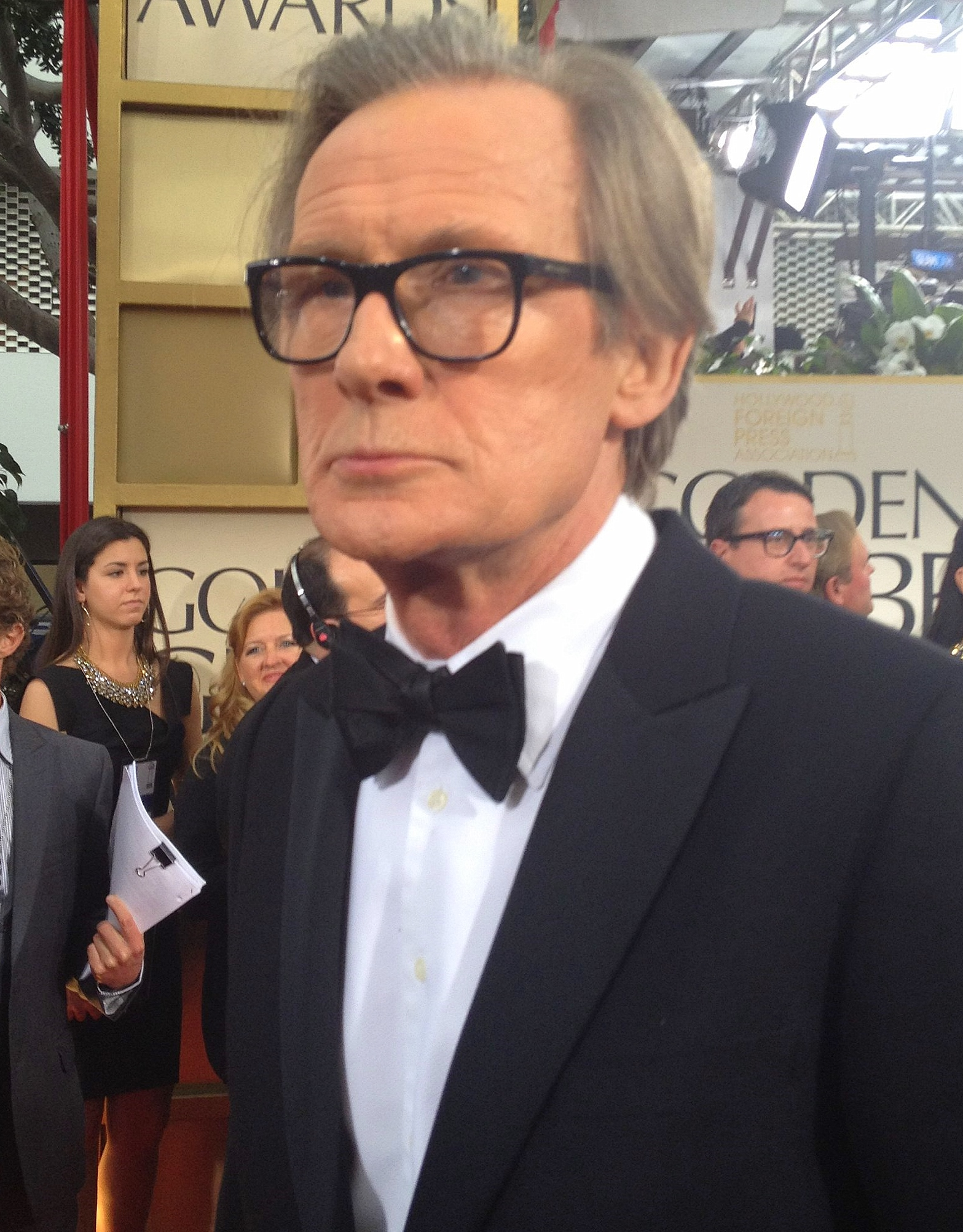
Bill Nighy (* 12. prosince)

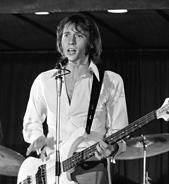
Maurice Gibb (* 22. prosince)

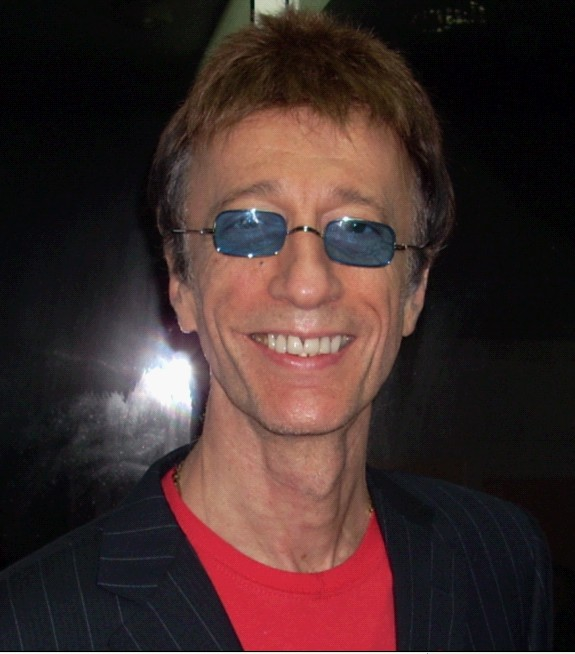
Robin Gibb (* 22. prosince)

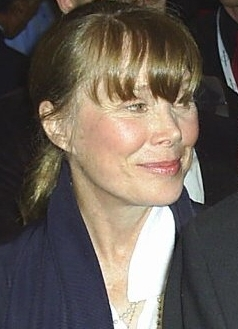
Sissy Spacek (* 25. prosince)

- 02. ledna – Philippe Lefebvre, francouzský varhaník
- 06. ledna – Chris Laurence, anglický kontrabasista
- 08. ledna – Marián Slovák, slovenský herec
- 10. ledna – Linda Lovelace, americká herečka († 22. dubna 2002)
- 11. ledna – Adam Zamoyski, americký historik
- 12. ledna – Haruki Murakami, japonský spisovatel a překladatel
- 13. ledna – Rákeš Šarma, první indický kosmonaut
- 16. ledna – Tony Trischka, americký pětistrunný bendžista
- 17. ledna
  - Mick Taylor, anglický hudebník
  - Andy Kaufman, americký komik a herec († 16. května 1984)
- 18. ledna – Philippe Starck, francouzský designér
- 19. ledna
  - Ginger Gilmour, americká výtvarnice
  - Robert Palmer, anglický zpěvák-písničkář († 26. září 2003)
- 20. ledna – Göran Persson, premiér Švédska
- 21. ledna – Trương Tấn Sang, vietnamský prezident
- 22. ledna – Phil Miller, britský kytarista († 18. října 2017)
- 23. ledna – Robert Cabana, americký kosmonaut, ředitel kosmodromu
- 24. ledna – John Belushi, americký herec a zpěvák s albánskými kořeny († 5. března 1982)
- 25. ledna
  - Paul Nurse, anglický genetik, Nobelova cena 2001
  - John Cooper Clarke, anglický básník
- 26. ledna – David Strathairn, americký filmový a divadelní herec
- 27. ledna – Galina Stěpanská, sovětská rychlobruslařka, olympijská vítězka
- 29. ledna – Tommy Ramone, maďarsko-americký producent a muzikant († 11. července 2014)
- 30. ledna – Peter Agre, americký biolog a chemik
- 31. ledna – Ken Wilber, americký psycholog a filozof
- 01. února
  - George Friedman, americký zpravodajský expert a spisovatel
  - Gennadij Korban, sovětský zápasník, zlato na OH 1980
- 02. února
  - Brent Spiner, americký herec
  - Ross Valory, americký rockový kytarista, klávesista, zpěvák a skladatel
- 03. února
  - Hennie Kuiper, nizozemský cyklista, olympijský vítěz
  - Arthur Kane, americký hudebník († 13. července 2004)
- 05. února – Manuel Orantes, španělský tenista
- 07. února
  - Alan Lancaster, britský baskytarista
  - Bert Sommer, americký folkový zpěvák, kytarista a příležitostný herec († 23. července 1990)
- 09. února – Paul Hillier, anglický dirigent a pěvec-barytonista
- 12. února
  - Ašraf Ghaní, prezident Afghánistánu
  - Robin Thomas, americký herec
  - Fergus Slattery, irský ragbista
- 13. února – Jan Egil Storholt, norský rychlobruslař, olympijský vítěz
- 15. února – Billy Nicholls, anglický zpěvák, skladatel
- 17. února – Fred Frith, britský kytarista, multiinstrumentalista a skladatel
- 19. února
  - Christian Bollmann, německý zpěvák a skladatel
  - Gennadij Koršikov, sovětský veslař, olympijský vítěz 1972
  - Eddie Hardin, anglický zpěvák a hráč na klávesové nástroje († 22. července 2015)
- 21. února – Ronnie Hellström, švédský fotbalista († 6. února 2022)
- 22. února
  - Niki Lauda, rakouský pilot Formule 1 († 20. května 2019)
  - Olga Morozovová, sovětská profesionální tenistka
  - Nigel Pegrum, americký bubeník
- 25. února
  - Danuta Wałęsová, manželka bývalého polského prezidenta Lecha Wałęsy
  - Frank Sampedro, americký rockový kytarista a zpěvák
- 28. února – Amin Maalouf, francouzsky píšící libanonský spisovatel
- 01. března – Ray Phillips, britský bubeník
- 02. března
  - Gates McFaddenová, americká herečka a choreografka
  - Francisco Robles Ortega, mexický kardinál
  - Vojtech Tkáč, slovenský politik
  - J. P. R. Williams, velšský ragbista († 8. ledna 2024)
- 03. března
  - Bonnie Dunbarová, americká astronautka
  - James Voss, americký astronaut
- 04. března – Sergej Bagapš, prezident separatistické Republiky Abcházie († 29. května 2011)
- 07. března
  - Leopoldo José Brenes Solórzano, nikaragujský kardinál
  - Roman Dmitrijev, sovětský zápasník, volnostylař, zlato na OH 1972
- 08. března – Dave Lambert, anglický zpěvák-písničkář a hudebník
- 09. března – Michel Roger, premiér Monackého knížectví
- 12. března – Bill Payne, americký rockový klávesista a zpěvák
- 13. března – Philip J. Currie, kanadský paleontolog
- 14. března – Ollie Halsall, britský kytarista a vibrafonista († 29. května 1992)
- 16. března
  - Victor Garber, kanadský herec
  - Jerry Goodman, americký houslista
  - Elliott Murphy, americký písničkář a spisovatel
- 17. března – Patrick Duffy, americký televizní herec a režisér
- 18. března – Jacques Secrétin, francouzský stolní tenista
- 19. března – Valerij Leonťjev, ruský popový zpěvák
- 20. března – Josip Bozanić, chorvatský kardinál
- 21. března
  - Rolf-Dieter Amend, německý vodní slalomář, olympijský vítěz († 4. ledna 2022)
  - Slavoj Žižek, slovinský filosof a kulturní teoretik
- 22. března – Fanny Ardant, francouzská filmová herečka
- 23. března
  - Trevor Jones, britský hudební skladatel
  - Harm Klueting, německý historik a teolog
  - Ric Ocasek, americký zpěvák, skladatel
- 24. března – Ruud Krol, nizozemský fotbalista a trenér
- 25. března – Bob Ezrin, kanadský hudebník
- 26. března
  - Markéta Rumunská, dědičná princezna rumunského trůnu
  - Patrick Süskind, německý spisovatel a scenárista
- 27. března – Dubravka Ugrešićová, chorvatská spisovatelka
- 29. března
  - Israel Finkelstein, izraelský archeolog
  - Michael Brecker, americký jazzový saxofonista a skladatel († 13. ledna 2007)
- duben – Hugh Banton, britský klávesista a varhaník
- 01. dubna – Gil Scott-Heron, americký hudebník († 27. května 2011)
- 03. dubna – Richard Thompson, britský zpěvák a kytarista
- 04. dubna – Čchiou Čcheng-tung, čínský matematik
- 05. dubna – Judith Resniková, americká astronautka († 28. ledna 1986)
- 06. dubna – Horst Ludwig Störmer, německý fyzik, Nobelova cena 1998
- 07. dubna – Patrick Chauvel, francouzský válečný fotograf
- 10. dubna – Kevin McAlea, britský klávesista
- 11. dubna – Stefan Chwin, polský spisovatel, publicista, literární kritik a grafik
- 13. dubna
  - Jean-Jacques Favier, francouzský metalurg a kosmonaut († 19. března 2023)
  - Christopher Hitchens, anglicko-americký spisovatel a novinář († 15. prosince 2011)
- 14. dubna – Sonja Kristina, anglická zpěvačka
- 15. dubna – Alla Pugačova, ruská zpěvačka
- 18. dubna
  - Charles Fefferman, americký matematik
  - Lois Greenfield, americká fotografka
- 19. dubna
  - Paloma Picasso, francouzská módní návrhářka
  - Joachim Sauer, německý kvantový chemik, manžel spolkové kancléřky Angely Merkelové
  - Rikki Ducornet, americká spisovatelka
- 20. dubna
  - Veronica Cartwright, britská herečka
  - Jessica Lange, americká divadelní a filmová herečka
  - Alexandr Malcev, ruský hokejový útočník
- 23. dubna – David Cross, britský houslista
- 24. dubna
  - Peter Friedman, americký herec
  - Kalkot Mataskelekele, prezident tichomořského státu Vanuatu
- 25. dubna
  - Dominique Strauss-Kahn, francouzský ekonom a politik
  - John Mole, anglický baskytarista († 1. srpna 2006)
- 28. dubna – Paul Guilfoyle, americký herec
- 30. dubna
  - James Grady, americký spisovatel
  - António Guterres, portugalský politik a diplomat, předseda vlády
- květen – Jeff Simmons, americký rockový kytarista a baskytarista
- 01. května – Tim Hodgkinson, britský hudebník a hudební skladatel
- 02. května – David Young, britský kytarista, hudební producent, skladatel († 31. srpna 2022)
- 03. května – Albert Sacco, americký vědec a kosmonaut
- 04. května – Graham Swift, anglický spisovatel
- 06. května – John Pawson, britský architekt a designér
- 09. května
  - Billy Joel, americký zpěvák a klavírista
  - Adrián Paenza, argentinský matematik
- 10. května – Miuccia Prada, italská módní návrhářka
- 11. května
  - Philippe Nemo, francouzský filosof
  - Pavol Krška, slovenský klavírista, hudební skladatel († 10. srpna 2025)
- 13. května
  - Jane Gloverová, dirigentka a muzikoložka ze Spojeného království
  - Zoë Wanamaker, anglo-americká herečka
- 15. května – Hajo Banzhaf, německý filosof, astrolog a spisovatel († 11. února 2009)
- 17. května – Bill Bruford, anglický bubeník
- 18. května – Rick Wakeman, britský rockový klávesista, hudební skladatel a písničkář
- 19. května
  - Dusty Hill, americký baskytarista, klávesista a zpěvák († 28. července 2021)
  - Karol Konárik, slovenský zpěvák a politik
  - Larry Wallis, britský kytarista, skladatel a hudební producent († 19. září 2019)
- 23. května
  - Daniel Nicholas DiNardo, americký kardinál
  - Alan García, prezident Peru († 17. dubna 2019)
  - Vladimír Durdík, slovenský herec († 9. března 2003)
- 24. května
  - Jim Broadbent, britský herec
  - Andrzej Chorosiński, polský varhaník
- 25. května
  - Jamaica Kincaid, antigujská spisovatelka a esejistka
  - Klaus Naumann, německý generál, předsedou vojenské komise NATO
- 26. května – Ward Cunningham, americký počítačový programátor
- 27. května – Alma Guillermoprietová, mexická novinářka a spisovatelka
- 28. května – Joseph Alfidi, americký klavírista a dirigent († 2. února 2015)
- 29. května – Francis Rossi, britský rockový zpěvák a kytarista
- 02. června – Ľuboš Zeman, slovenský básník, textař, novinář a publicista
- 03. června
  - Florian Pilkington-Miksa, britský bubeník
  - Clive Shakespeare, australský kytarista, hudební producent a skladatel († 15. února 2012)
- 05. června – Ken Follett, britský spisovatel
- 07. června – Lewis Furey, kanadský hudební skladatel, hudebník a herec
- 08. června – Hildegard Falck, německá olympijská vítězka v běhu na 800 metrů
- 09. června – Francis Monkman, anglický skladatel rockové, klasické a filmové hudby († 12. května 2023)
- 10. června
  - Bora Dugić, srbský hudebník a flétnista
  - Frankie Faison, americký herec
- 11. června
  - Frank Beard, americký rockový bubeník
  - Tom Pryce, britský jezdec Formule 1 († 5. března 1977)
- 12. června
  - Mohammed Abdou, arabský zpěvák a skladatel
  - Jens Böhrnsen, německý sociálnědemokratický politik
  - John Wetton, anglický zpěvák, baskytarista a kytarista († 31. ledna 2017)
- 13. června – Thierry Sabine, francouzský automobilový závodník, zakladatel Rallye Paříž – Dakar († 14. ledna 1986)
- 14. června
  - Piet Keizer, nizozemský fotbalista († 10. února 2017)
  - Rockette Morton, americký hudebník
  - Alan White, anglický rockový bubeník
- 15. června – Rick Rosenthal, americký filmový režisér, producent, scenárista a herec
- 17. června – Snakefinger, britský hudebník a multiinstrumentalista († 1. července 1987)
- 18. června
  - Jarosław Kaczyński, polský politik
  - Lech Kaczyński, prezident Polska († 10. dubna 2010)
- 20. června – Lionel Richie, americký zpěvák, skladatel i herec
- 22. června
  - Larry Junstrom, americký baskytarista († 6. října 2019)
  - Meryl Streepová, americká divadelní, televizní a filmová herečka
  - Jaroslav Filip, slovenský hudebník, skladatel, humorista, dramaturg, herec († 11. července 2000)
  - Edward M. Lerner, americký autor science fiction
- 27. června – Francis Xavier Kriengsak Kovithavanij, thajský kardinál
- 28. června – Marta Podhradská, slovenská básnířka, překladatelka a politička († 11. dubna 2023)
- 29. června – Greg Burson, americký dabér († 22. července 2008)
- 30. června
  - Boris Filan, slovenský spisovatel, textař, dramaturg, scenárista
  - Alain Finkielkraut, francouzský filozof a esejista
  - Andy Scott, britský rockový kytarista a zpěvák
- 01. července – John Farnham, australský populární zpěvák
- 04. července – Horst Seehofer, ministerský předseda Bavorska
- 05. července
  - František Hajnovič, ministr financí Slovenska
  - C. D. Payne, americký spisovatel
- 14. července – Tojokazu Nomura, reprezentant Japonska v judu, olympijský vítěz
- 15. července
  - Carl Bildt, premiér Švédska
  - Trevor Horn, britský hudební producent, skladatel a hudebník
- 17. července – Chico Freeman, americký jazzový saxofonista
- 18. července – Axel Honneth, německý filozof
- 19. července – Kgalema Motlanthe, prezident Jihoafrické republiky
- 21. července – Jean-Baptiste Mondino, francouzský portrétní a módní fotograf
- 22. července
  - Alan Menken, americký hudební skladatel a pianista
  - Muhammad ibn Rašíd al-Maktúm, premiér a viceprezident Spojených arabských emirátů
  - Lasse Virén, finský běžec, čtyřnásobný olympijský vítěz
- 23. července
  - Carlos Bonell, anglický kytarista španělského původu
  - Victor Bockris, britský spisovatel
- 26. července
  - William Shepherd, astronaut NASA
  - Tchaksin Šinavatra, thajský premiér
  - Roger Taylor, britský hudebník, člen skupiny Queen
- 28. července
  - Simon Kirke, anglický rockový bubeník
  - Steve Peregrin Took, anglický hudebník († 27. října 1980)
- 31. července – Kristina Carlson, finská spisovatelka a básnířka
- 01. srpna
  - Kurmanbek Bakijev, prezident Kyrgyzstánu
  - Mugur Isărescu, rumunský politik a ekonom
  - Jim Carroll, americký básník a hudebník († 11. září 2009)
- 02. srpna
  - Fernando Collor de Mello, prezident Brazílie
  - Bertalan Farkas, maďarský vojenský letec a kosmonaut
  - Pej Tao, čínský básník
- 03. srpna
  - Philip Casnoff, americký herec, režisér a zpěvák
  - Valerij Vasiljev, ruský lední hokejista († 19. dubna 2012)
  - Francisco José Lombardi, peruánský filmový režisér
- 06. srpna – Richard Prince, americký malíř a fotograf
- 7. srpna – Tim Renwick, britský rockový kytarista
- 11. srpna – Olivier de Funès, francouzský herec a letec
- 12. srpna
  - Mark Knopfler, britský kytarista, zpěvák a skladatel
  - Terry Oldfield, britský hudebník a skladatel
  - Lou Martin, britský varhaník a klavírista († 17. srpna 2012)
- 13. srpna – Bobby Clarke, kanadský lední hokejista
- 16. srpna – Scott Asheton, americký rockový bubeník († 15. března 2014)
- 20. srpna – Phil Lynott, irský zpěvák († 4. ledna 1986)
- 23. srpna – Rick Springfield, australský rockový zpěvák, kytarista a herec
- 25. srpna
  - Martin Amis, anglický spisovatel († 19. května 2023)
  - Salif Keita, popový zpěvák z Mali
  - John Savage, americký herec
  - Gene Simmons, americký baskytarista, zpěvák
  - Harold Ivory Williams, americký hráč na klávesové nástroje († 9. června 2010)
- 29. srpna – Sharon Morgan, velšská herečka
- 31. srpna
  - Richard Gere, americký filmový herec
  - Hugh David Politzer, americký teoretický fyzik, Nobelova cena za fyziku 2004
- 02. září
  - Hans-Hermann Hoppe, německý ekonom
  - Roger Collins, anglický historik
- 05. září – Clem Clempson, anglický rockový kytarista
- 09. září
  - Daniel Pipes, americký historik, spisovatel a politický komentátor
  - Susilo Bambang Yudhoyono, prezident Indonésie
- 10. září
  - Barriemore Barlow, bubeník skupiny Jethro Tull
  - Rick Rosas, americký baskytarista († 6. listopadu 2014)
- 12. září
  - György Molnár, maďarský rockový kytarista
  - Irina Rodninová, ruská krasobruslařka, olympijská vítězka
  - Tony Stevens, anglický hudebník
- 14. září
  - Ed King, americký hudebník
  - Fred Sonic Smith, americký kytarista († 4. listopadu 1994)
  - Steve Gaines, americký hudebník († 20. října 1977)
- 15. září – Billy Bryans, kanadský perkusionista, hudební skladatel († 23. dubna 2012)
- 16. září – Moti Lerner, izraelský dramatik a scenárista
- 17. září – Zbigniew Wassermann, polský politik a právník († 10. dubna 2010)
- 18. září
  - Beth Grant, americká herečka
  - Katja Rupéová, německá herečka
- 19. září – Twiggy, britská modelka, herečka a zpěvačka
- 20. září – Sabine Azéma, francouzská filmová a divadelní herečka
- 21. září
  - Kenneth Carpenter, americký vertebrátní paleontolog
  - Odilo Pedro Scherer, brazilský kardinál
- 22. září – Suzanne Ford, americká herečka
- 23. září – Bruce Springsteen, americký rockový a folkový zpěvák, kytarista a multiinstrumentalista
- 24. září – Pedro Almodóvar, španělský režisér a scenárista
- 25. září – Steve Mackay, americký saxofonista († 10. října 2015)
- 26. září – Walter Hofmann, německý vodní slalomář, olympijský vítěz
- 30. září
  - Charlie McCreevy, irský a evropský politik
  - Michel Tognini, francouzský kosmonaut
- 01. října – André Rieu, nizozemský houslista, skladatel, kapelník
- 02. října
  - Richard Hell, americký zpěvák, baskytarista, skladatel a spisovatel
  - Annie Leibovitz, americká fotografka
- 03. října
  - Ján Beňo, slovenský prozaik, publicista, překladatel
  - Lindsey Buckingham, americký hudebník
  - Alexandr Rogožkin, ruský filmový režisér († 23. října 2021)
- 04. října
  - Armand Assante, americký herec, malíř, básník a pedagog
  - Luis Sepúlveda, chilský spisovatel, režisér, novinář a politik († 16. dubna 2020)
- 05. října – Peter Ackroyd, britský spisovatel
- 06. října – Bobby Farrell, tanečník a umělec z Nizozemských Antil († 30. prosince 2010)
- 08. října – Sigourney Weaver, americká herečka
- 09. října – Shera Daneseová, americká herečka
- 12. října – Iljič Ramirez Sánchez, terorista známý jako Šakal
- 13. října – Aldona Česaitytė-Nenėnienė, litevská házenkářka († 3. dubna 1999)
- 14. října – Cristina García Rodero, španělská fotografka
- 15. října – Joni Eareckson Tada, americká křesťanská spisovatelka
- 16. října
  - Peter Berger, německý veslař, olympijský vítěz
  - David Greenwalt, americký televizní producent, režisér a scenárista
- 20. října
  - Valerij Borzov, ruský olympijský vítěz a mistr Evropy v běhu na 200 metrů
  - James Michael Harvey, americký kardinál
- 21. října – Benjamin Netanjahu, izraelský premiér
- 22. října – Stiv Bators, americký punk rockový zpěvák († 4. června 1990)
- 23. října – Michael Burston, anglický heavy metalový kytarista a zpěvák († 9. července 2011)
- 28. října – Bruce Jenner, americký atlet, olympijský vítěz v desetiboji
- 29. října – James Williamson, americký rockový kytarista a hudební skladatel
- 02. listopadu – Lois McMaster Bujold, americká autorka sci-fi a fantasy
- 03. listopadu – Larry Holmes, americký profesionální boxer těžké váhy
- 05. listopadu – Armin Shimerman, americký herec
- 06. listopadu – Arturo Sandoval, kubánský jazzový trumpetista, klavírista a hudební skladatel
- 07. listopadu – Guillaume Faye, francouzský novinář a spisovatel († 7. března 2019)
- 08. listopadu
  - Steve Bolton, britský rockový hudebník
  - Bonnie Raitt, americká bluesová zpěvačka a kytaristka
- 13. listopadu – Terry Reid, britský rockový kytarista a zpěvák
- 14. listopadu – James Young, americký rockový kytarista a zpěvák
- 15. listopadu – Arlindo Gomes Furtado, kapverdský kardinál
- 17. listopadu – Michel Quint, francouzský spisovatel
- 18. listopadu – Herman Rarebell, německý bubeník
- 22. listopadu – Klaus-Dieter Neubert, německý veslař, olympijský vítěz
- 24. listopadu – Dušan Galis, slovenský fotbalista, trenér a politik
- 26. listopadu
  - Letizia Moratti, italská politička
  - Ivan Patzaichin, rumunský rychlostní kanoista († 5. září 2021)
- 27. listopadu – Gerrit Graham, americký herec a hudební skladatel
- 28. listopadu – Jean-Charles de Castelbajac, francouzský módní návrhář a průmyslový designér
- 30. listopadu – Andrej Hryc, slovenský herec, diplomat († 31. ledna 2021)
- 01. prosince
  - Sebastián Piñera, prezident Chile
  - Pablo Escobar, největší kolumbijský drogový baron († 2. prosince 1993)
- 02. prosince – Sue Hendrickson, americká paleontoložka
- 03. prosince – John Akii-Bua, ugandský olympijský vítěz v běhu na 400 metrů překážek, 1972 († 20. června 1997)
- 04. prosince
  - Jeff Bridges, americký herec a hudebník
  - Valerij Michajlovič Dembickij, ruský chemik
- 07. prosince – Tom Waits, americký písničkář, šansoniér, autor písní a herec
- 08. prosince
  - Marian Jeliński, kašubský překladatel a spisovatel
  - Nancy Meyers, americká filmová scenáristka, režisérka a producentka
  - Robert Sternberg, americký psycholog
- 9. prosince – Nando Parrado, uruguayský ragbista
- 12. prosince
  - David Abulafia, britský historik
  - Bill Nighy, anglický herec
  - Marc Ravalomanana, prezident Madagaskaru
- 13. prosince – Tom Verlaine, americký zpěvák a kytarista († 28. ledna 2023)
- 14. prosince – Cliff Williams, baskytarista australské hard rockové kapely AC/DC
- 15. prosince – Sergej Novikov, ruský judista, olympijský vítěz z roku 1976 († 16. dubna 2021)
- 16. prosince
  - Sugar Blue, americký rockový a bluesový hráč na foukací harmoniku a zpěvák
  - Billy Gibbons, americký zpěvák a kytarista
- 17. prosince – Paul Rodgers, anglický rockový zpěvák a skladatel
- 19. prosince – Lenny White, americký bubeník
- 20. prosince – Claudia Jenningsová, americká modelka a herečka († 3. října 1979)
- 21. prosince – Thomas Sankara, prezident Burkiny Faso († 15. října 1987)
- 22. prosince
  - Maurice Gibb, britský zpěvák, baskytarista a klávesista skupiny Bee Gees († 12. ledna 2003)
  - Robin Gibb, britský zpěvák, člen skupiny Bee Gees († 20. května 2012)
- 23. prosince
  - Adrian Belew, americký kytarista a zpěvák
  - Ivan Kostov, premiér Bulharska
- 25. prosince
  - Miri Aloni, izraelská zpěvačka
  - Sissy Spacek, americká herečka a zpěvačka
  - Joe Louis Walker, americký bluesový kytarista a zpěvák († 30. dubna 2025)
  - Naváz Šaríf, ministerský předseda Pákistánu
- 26. prosince – José Ramos-Horta, prezident Východního Timoru

## Úmrtí

### Česko

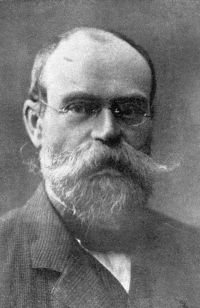
Josef Velenovský († 7. května)

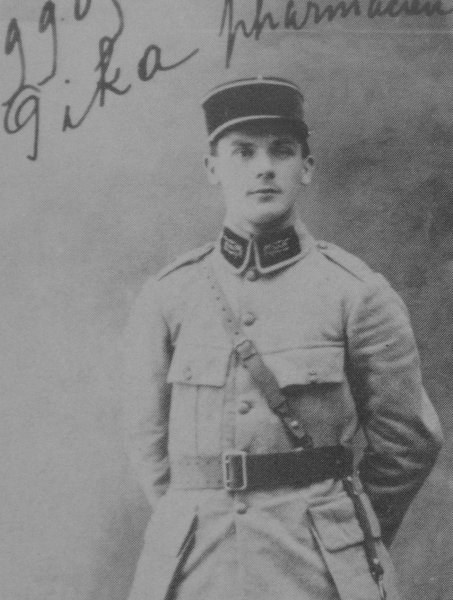
Heliodor Píka († 21. června)

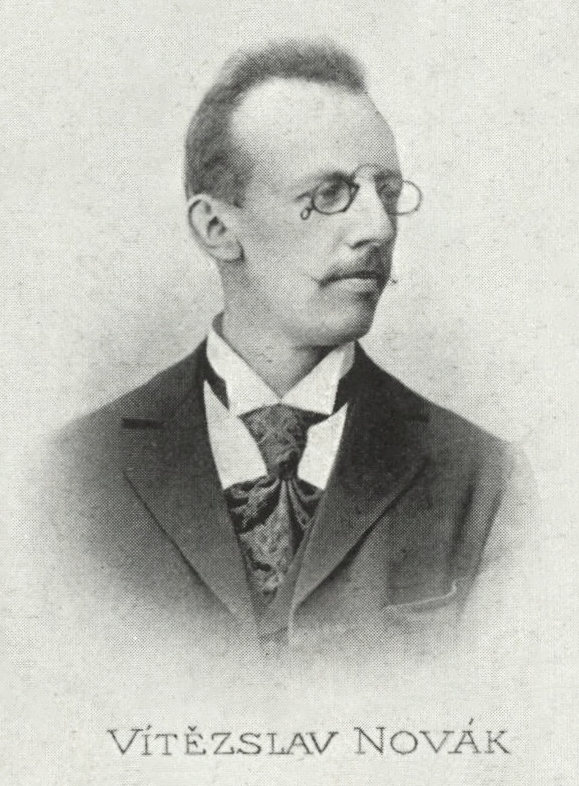
Vítězslav Novák († 18. července)

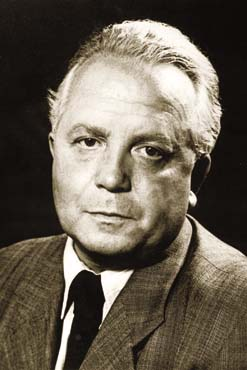
František Halas († 27. října)

- 06. ledna – Emil Smetánka, český bohemista (* 14. října 1875)
- 17. ledna – Rudolf Protiva, československý pilot v RAF (* 6. března 1908)
- 25. ledna – Emil Axman, český hudební skladatel a folklorista (* 3. června 1887)
- 02. února – Karol Krčméry, československý politik (* 29. listopadu 1859)
- 03. února – Richard Bienert, předseda vlády a ministr vnitra za protektorátu (* 5. září 1881)
- 06. února – Karel Barvitius, český skladatel a hudební nakladatel (* 14. ledna 1893)
- 15. února – Miloš Steimar, divadelní a filmový herec (* 28. března 1922)
- 17. února – Petr Stránský, československý politik (* 28. června 1878)
- 02. března – Antonín Bednář, český dirigent, sbormistr a skladatel (* 1. listopadu 1896)
- 04. března – Ferdinand Hrdý, katolický hodnostář (* 22. ledna 1872)
- 05. března – Karel Červinka, český spisovatel (* 19. května 1872)
- 17. března – Ladislav Jan Živný, bibliograf (* 3. ledna 1872)
- 18. března – Otomar Bistřický, československý politik (* 27. května 1880)
- 22. března – Rudolf Vojtěch Špillar, malíř a popularizátor fotografie (* 11. února 1878)
- 28. března – Josef Svozil, československý politik (* 19. dubna 1873)
- 31. března – Jakub Obrovský, český sochař, malíř, grafik a spisovatel (* 24. prosince 1882)
- 09. dubna – Ladislav Hemmer, český herec (* 16. června 1904)
- 19. dubna – Rudolf Kögler, amatérský přírodovědec, tvůrce první naučné stezky (* 12. března 1899)
- 27. dubna – Samo Daxner, československý advokát a politik (* 4. května 1856)
- 30. dubna – Jan Satorie, československý legionář a brigádní generál (* 13. května 1887)
- 07. května – Josef Velenovský, český botanik (* 22. dubna 1858)
- 03. května
  - Jan Pěnkava, československý politik (* 22. června 1880)
  - Josef Haken, československý politik (* 20. května 1880)
- 11. května
  - Josef Václav Bohuslav Pilnáček, starosta města Hradce Králové (* 21. února 1877)
  - Cyril Pecháček, český dirigent a skladatel (* 17. března 1899)
- 16. května – Andrej Cvinček, československý politik slovenské národnosti (* 27. listopadu 1880)
- 19. května
  - Peter Jilemnický, slovenský komunistický politik a spisovatel českého původu (* 18. března 1901)
  - Karel Lukas, odbojář, oběť komunistického režimu (* 16. února 1897)
- 21. května – Stanislav Otruba, český hudební skladatel (* 17. května 1868)
- 16. června – Čeněk Kramoliš, český spisovatel (* 7. prosinec 1862)
- 19. června – Antonín Osička, český anglista, básník i prozaik (* 11. května 1888)
- 21. června – Heliodor Píka, generál československé armády (* 1897)
- 02. července – Karel Dyrynk, český typograf a překladatel (* 25. března 1876)
- 18. července – Vítězslav Novák, český hudební skladatel a pedagog (* 5. prosince 1870)
- 25. července – Petr Křička, básník, autor literatury pro děti a překladatel (* 4. prosince 1884)
- 02. srpna – Hermann Grab, český klavírní virtuos, německy píšící spisovatel a právník (* 6. května 1903)
- 10. srpna – Ludvík Očenášek, konstruktér a vynálezce (* 4. srpna 1872)
- 15. srpna – Josef Škoda, český sochař (* 1. května 1901)
- 16. srpna
  - Ladislav Bilík, letec v RAF (* 22. června 1918)
  - Vladimír Slavínský, český herec, básník, scenárista a filmový režisér (* 26. září 1890)
- 28. srpna – Karel Hrdina, klasický filolog a překladatel (* 13. ledna 1882)
- 14. září – František Václav Peřinka, regionální archivář a historik (* 26. února 1878)
- 19. září – Bolek Prchal, český herec (* 21. října 1898)
- 30. září – Jaro Procházka, malíř (* 22. dubna 1886)
- 05. října – Jaromír Krejcar, architekt, návrhář nábytku, výtvarník (* 25. července 1895)
- 19. října – Adolf Adámek, český důstojník a entomolog (* 1903)
- 22. října – Kamil Voborský, český hudební skladatel (* 28. listopadu 1883)
- 27. října – František Halas, český básník (* 3. října 1901)
- 28. října – Otokar Bém, český architekt (* 25. května 1868)
- 30. října – Alfred Nikodém, průkopník zimního plavání (* 25. března 1864)
- 31. října – Jindřich Bišický, český válečný fotograf (* 11. února 1889)
- 02. listopadu – Eberhard Harzer, 47. opat cisterciáckého kláštera v Oseku u Duchcova (* 21. května 1887)
- 03. listopadu – František Čapka, československý politik (* 24. září 1879)
- 05. listopadu – Josef Charvát, člen československého protikomunistického odboje (* 28. července 1923)
- 06. prosince – Milan Reiman, komunistický politik, ekonom a oběť režimu (* 28. května 1906)
- 07. prosince – Josef Koždoň, český politik (* 8. září 1873)
- 13. prosince – František Světlík, moravský kněz a politik (* 28. prosince 1875)
- 14. prosince – Karel Sezima, český spisovatel (* 13. října 1876)
- 22. prosince – Fanni Blatny, československá politička německé národnosti (* 22. března 1873)
- 23. prosince – Otakar Vindyš, trojnásobný mistr Evropy v ledním hokeji (* 9. dubna 1884)
- 29. prosince – Evžen Linhart, český architekt (* 20. března 1898)

### Svět

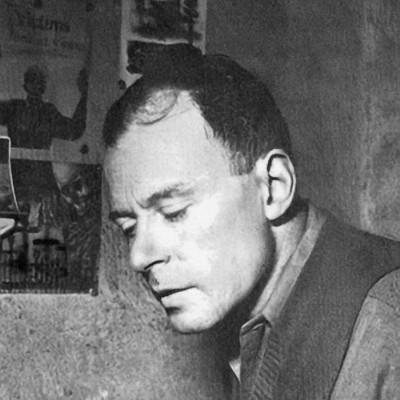
August Krogh († 21. května)

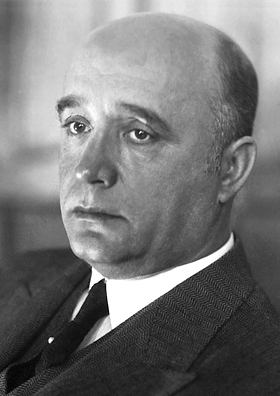
Friedrich Bergius († 30. března)

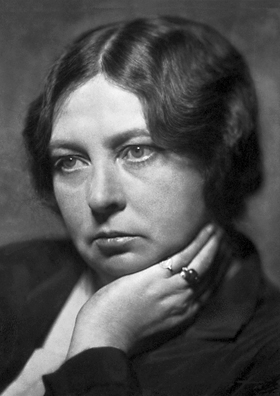
Sigrid Undsetová († 10. června

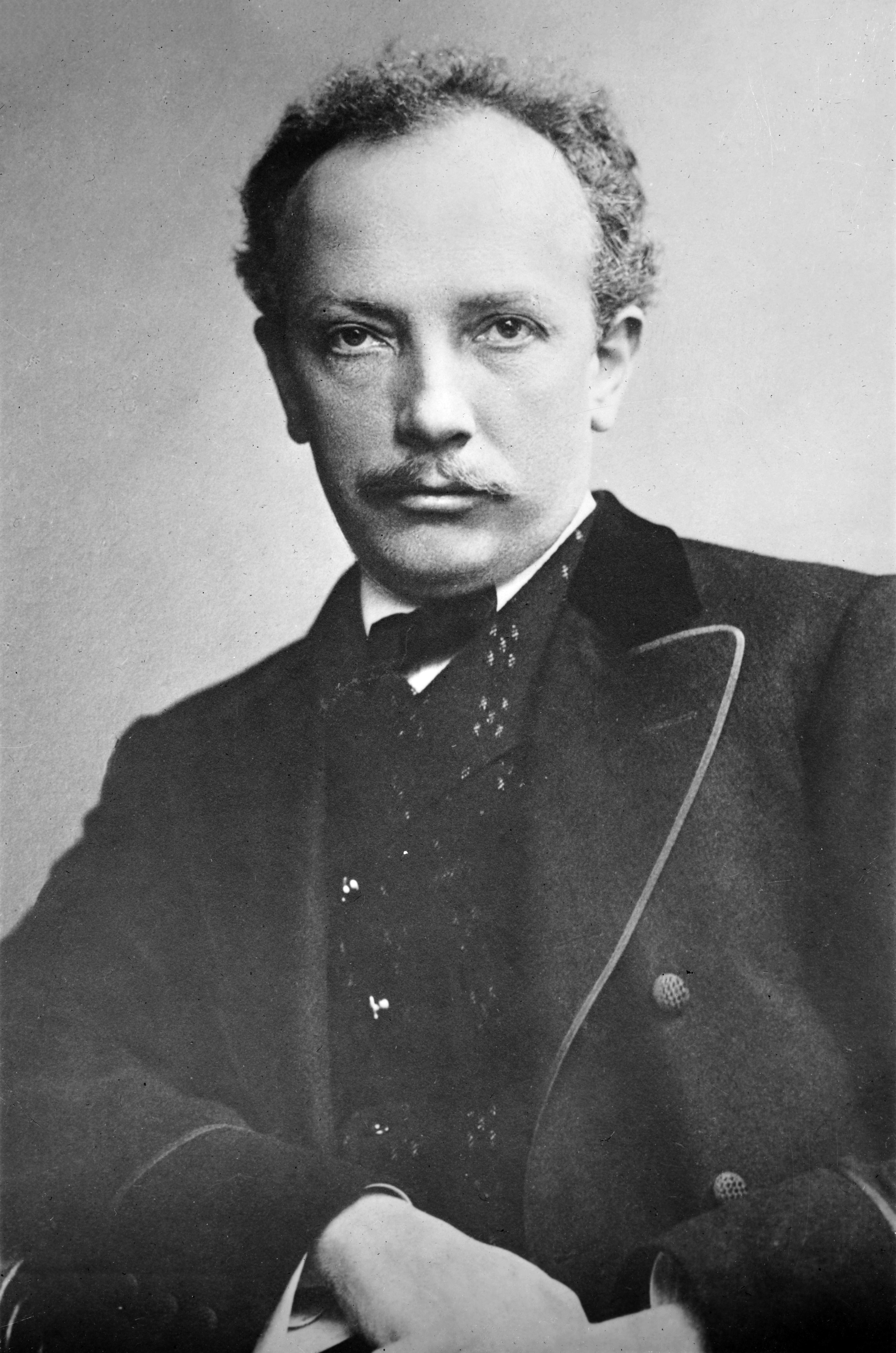
Richard Strauss († 8. září)

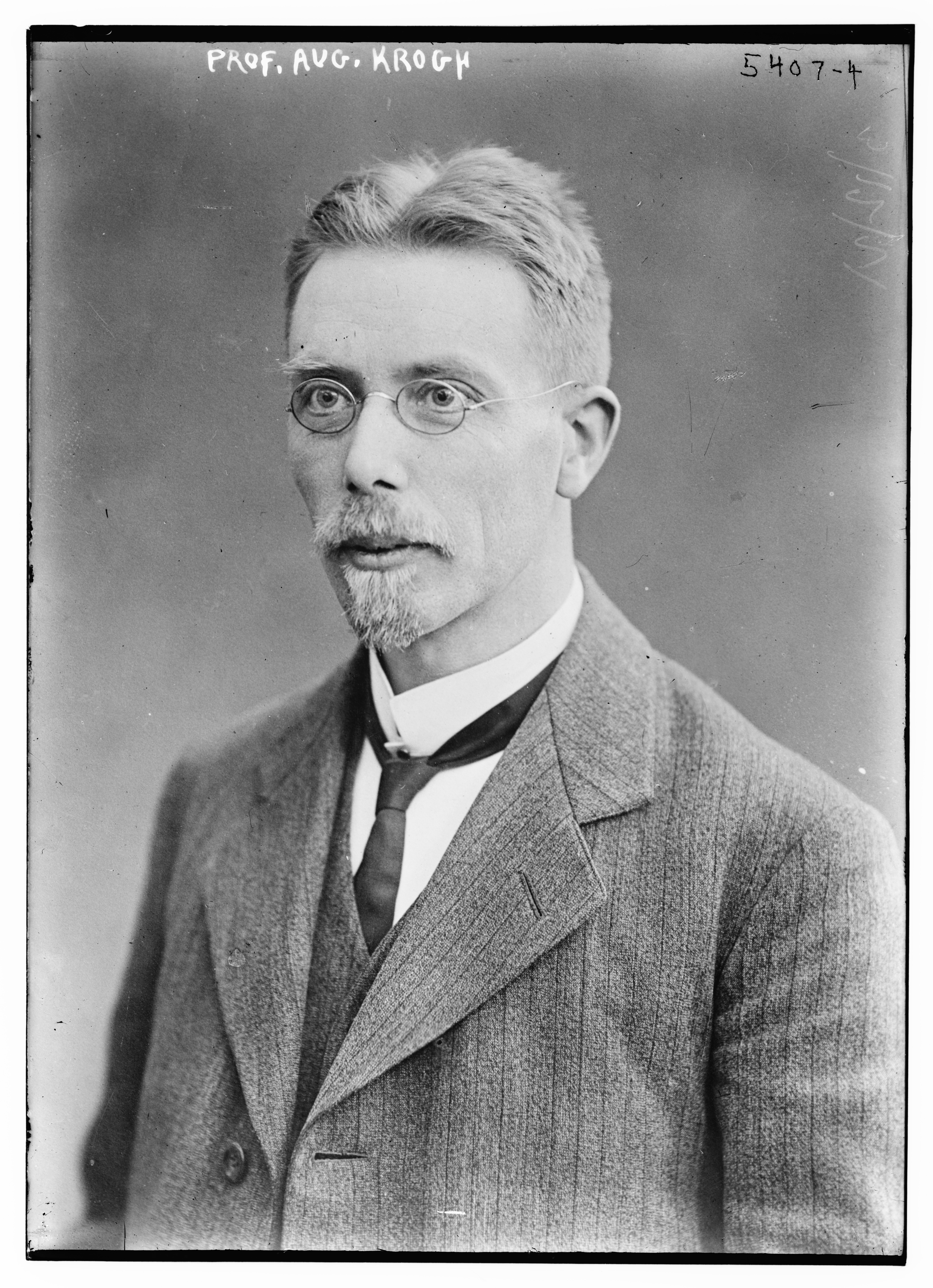
August Krogh († 13. září)

- 08. ledna – Josef Alois Schumpeter, americký ekonom (* 8. února 1883)
- 10. ledna – Momcsilló Tapavicza, srbský tenista, vzpěrač, zápasník a architekt (* 14. října 1872)
- 15. ledna – Harry Stack Sullivan, americký psychiatr a psycholog (* 21. února 1892)
- 17. ledna – Flora Drummond, britská sufražetka (* 1878)
- 19. ledna – Benedicte Wrensted, dánská fotografka (* 10. února 1859)
- 27. ledna
  - Félix Carvajal, kubánský maratónec (* 18. března 1875)
  - Boris Vladimirovič Asafjev, ruský muzikolog, hudební skladatel a pedagog (* 29. července 1884)
- 06. února – Hiroaki Abe, viceadmirál japonského námořnictva v průběhu druhé světové války (* 15. března 1889)
- 11. února – Axel Munthe, švédský lékař, spisovatel, pacifista a ochránce zvířat (* 31. října 1857)
- 12. února – Hasan al-Banná, muslimský teolog, zakladatel Muslimského bratrstva (* 14. října 1906)
- 15. února – Otto Prutscher, rakouský designér a architekt (* 7. dubna 1880)
- 17. února – Ellery Clark, americký atlet, olympijský vítěz (* 13. března 1874)
- 21. února – Anders Beer Wilse, norský fotograf (* 12. června 1865)
- 04. března – George Larner, britský olympijský vítěz v chůzi (* 7. března 1875)
- 09. března
  - Walter Short, velitel posádky v Pearl Harboru (* 30. března 1880)
  - Charles Bennett, britský atlet, dvojnásobný olympijský vítěz 1900 (* 28. prosince 1870)
- 30. března – Friedrich Bergius, německý chemik, Nobelova cena za chemii (* 11. října 1884)
- 05. dubna – Francisco Bens, španělský voják, první guvernér Ria de Oro (* 28. června 1867)
- 08. dubna – Wilhelm Adam, německý generál wehrmachtu za druhé světové války (* 15. září 1878)
- 10. dubna – Adolf Wallenberg, německý internista a neurolog (* 10. listopadu 1862)
- 15. dubna – Wallace Beery, americký herec (* 1. dubna 1885)
- 17. dubna – Marius Berliet, francouzský automobilový konstruktér (* 21. ledna 1866)
- 18. dubna – Leonard Bloomfield, americký jazykovědec (* 1. dubna 1887)
- 19. dubna – Ulrich Salchow, švédský krasobruslař a první olympijský vítěz (* 7. srpna 1877)
- 25. dubna – Jankel Adler, polský malíř (* 26. července 1895)
- 30. dubna – Teresa Żarnoverová, polská sochařka, grafička, scénografka (* ? 1897)
- 06. května – Maurice Maeterlinck, belgický dramatik a básník (* 29. srpna 1862)
- 09. května – Ludvík II. Monacký, monacký kníže (* 12. července 1870)
- 15. května – Henri Beau, kanadský malíř (* 27. června 1863)
- 18. května – Nikolaj Aleksandrovič Semaško, sovětský politik a lékař (* 20. září 1874)
- 20. května – Damaskinos Papandreou, pravoslavný biskup, premiér Řecka (* 3. března 1891)
- 21. května – Klaus Mann, německý spisovatel (* 18. listopadu 1906)
- 22. května – Hans Pfitzner, německý skladatel, klavírista a dirigent (* 5. května 1869)
- 24. května – Alexej Ščusev, ruský architekt (* 8. října 1873)
- 04. června – Maurice Blondel, francouzský křesťanský filosof (* 2. listopadu 1861)
- 10. června – Sigrid Undsetová, norská spisovatelka, nositelka Nobelovy cena za literaturu (* 20. května 1882)
- 26. června – Kim Ku, prezident Jižní Koreje (* 29. srpna 1876)
- 02. července – Georgi Dimitrov, bulharský komunistický politik a revolucionář (* 18. června 1882)
- 12. července – Douglas Hyde, irský básník a první prezident Irska (* 17. ledna 1860)
- 16. července – Vjačeslav Ivanov, ruský básník, symbolista, filosof, překladatel (* 28. února 1866)
- 02. srpna – Paul Kleinschmidt, německý malíř (* 31. července 1883)
- 09. srpna – Edward Thorndike, americký psycholog (* 31. srpna 1874)
- 16. srpna – Margaret Mitchellová, americká spisovatelka (* 8. listopadu 1900)
- 29. srpna – Franciszek Latinik, polský generál (* 17. července 1864)
- 07. září – Elton Mayo, australský psycholog a sociolog (* 26. prosince 1880)
- 08. září – Richard Strauss, německý hudební skladatel (* 11. června 1864)
- 13. září – August Krogh, dánský lékař, nositel Nobelovy ceny (* 15. listopadu 1874)
- 03. října – Ernest J. Bellocq, americký fotograf (* 1873)
- 15. října – László Rajk, maďarský ministr vnitra a zahraničních věcí (* 8. května 1909)
- 20. října – Jacques Copeau, divadelní režisér, producent, herec a dramatik (* 4. února 1879)
- 21. října – Laura Montoya Upegui, kolumbijská římskokatolická řeholnice a světice (* 26. května 1874)
- 25. října – Blanka Bourbonsko-Kastilská, rakouská arcivévodkyně a princezna toskánská (* 7. září 1868)
- 30. října – Angela Hitlerová, sestra Adolfa Hitlera (* 28. července 1883)
- 03. listopadu – Solomon R. Guggenheim, americký průmyslník a mecenáš (* 2. února 1861)
- 11. listopadu – Carlos Bourbonsko-Sicilský, princ Bourbonsko-Sicilský a infant španělský (* 10. listopadu 1870)
- 14. listopadu – Walter Runciman, britský vikomt a politik (* 19. listopadu 1870)
- 16. listopadu – Harold E. Palmer, anglický lingvista (* 6. března 1877)
- 19. listopadu – James Ensor, belgický malíř a grafik (* 13. dubna 1860)
- 02. prosince – Albert Ammons, americký jazzový pianista (* 23. září 1907)
- 05. prosince – Alfred Lotka, americký chemik, fyzik, matematik (* 2. března 1880)
- 06. prosince – Leadbelly, americký folkový muzikant (* 29. ledna 1888)
- 16. prosince – Trajčo Kostov, generální tajemník Bulharské komunistické strany (* 17. června 1897)
- 19. prosince – Eugène Mittelhausser, francouzský generál (* 7. srpna 1873)
- 28. prosince – Jack Lovelock, novozélandský olympijský vítěz v běhu na 1500 m z roku 1936 (* 5. ledna 1910)
- 30. prosince – Leopold IV. z Lippe, poslední vládnoucí kníže z Lippe (* 30. května 1871)
- ? – Čang Chaj-pcheng, čínský vojevůdce a generál (* 1867)
- ? – Frederik William Green, britský egyptolog (* 21. března 1869)
- ? – Radivoje Janković, generál jugoslávské armády (* 7. října 1889)

## Hlavy států
Evropa:
- Československo – prezident Klement Gottwald
- Vatikán – papež Pius XII.
- Francie – prezident Vincent Auriol
- Litevská SSR – Antanas Sniečkus
- Sovětský svaz
  - předseda prezídia Nejvyššího sovětu Nikolaj Michajlovič Švernik
  - (de facto) generální tajemník KSSS Josif Vissarionovič Stalin

- USA – prezident Harry Truman

Asie:
- Japonsko – Císař Šówa
- Čína
  - prezident Čankajšek
  - předseda ústřední lidové vlády Mao Ce-Tung